# Lịch sử Lào (sau năm 1945)
Bài viết này trình bày chi tiết về lịch sử của Lào kể từ sau năm 1945.

## Thế chiến 2
Xứ ủy Ai Lao, phân bộ của Đảng Cộng sản Đông Dương được thành lập vào năm 1936, trong thời kỳ này hoạt động của Đảng Cộng sản Đông Dương trong chính trị của Lào mang tính chất tuyên truyền, truyền bá chủ nghĩa cộng sản,... là chủ yếu. Các hoạt động chính để Lào độc lập đến từ chính trị triều đình phong kiến trong các vương quốc nhỏ của Lào.
Sau khi Nhật Bản tiến vào Lào, lực lượng Pháp tại đây ngày càng suy yếu, quyền kiểm soát ở Lào dần rơi vào tay người Nhật. Thái Lan đã tổ chức một số cuộc tấn công thăm dò lực lượng Pháp (Chiến tranh Pháp-Thái 1940-41) xung quanh các khu vực Pakse, Champasak và Xayabury. Nhật Bản đã đứng trung gian làm hòa giải cho Thái Lan và Pháp, theo đó một số vùng đất của Lào và Campuchia được trao cho Thái Lan theo thỏa thuận hòa bình. Điều này đã gây ra bất bình trong giới tinh hoa Lào thường thân Pháp, vì họ không có đại diện nào tham gia vào việc đàm phán này.
Sự gia tăng ảnh hưởng của Nhật Bản ở Lào cũng đã khuyến khích tinh thần chủ nghĩa dân tộc - tại Viêng Chăn năm 1941 Charles Rochet và một nhóm trí thức người Lào đã thành lập một tạp chí có tên là "Lao Nhay" (Nước Lào vĩ đại), nơi truyền bá tư tưởng chủ nghĩa dân tộc. Dưới sự lãnh đạo của Pramoj Seni (Đại sứ Thái Lan tại Washington, người đã từ chối trình bày lời tuyên chiến của Thái với Mỹ), Cơ quan Tình báo Chiến lược Mỹ (OSS, tiền thân của CIA) đã thành lập một phong trào chống Nhật được gọi là "Seri Thai" (Thái tự do). Máy bay đã thả vũ khí và thiết bị để chuyển cho cơ quan này, điều này đã hình thành một hệ thống du kích ở Thái Lan. Tuy nhiên, có nhiều thành viên gốc Lào chống Bangkok nhiều như chống Nhật. Mục đích thực sự của họ là sử dụng tình trạng hỗn loạn sau thất bại của quân Nhật để thành lập một nhà nước "Đại Lào", hợp nhất nước Lào ở Đông Dương thuộc Pháp và các tỉnh Đông Bắc Thái Lan thành một nước Lào thống nhất. Ít nhất thì ban đầu họ có được sự hậu thuẫn từ Hoa Kỳ. Tách khỏi Seri Thai, họ thành lập "Lao Pen Lao" (LPL - người Lào vì Lào), và đã thu hút được nhiều thành viên tham gia, trong đó có các hoàng thân và quan lại làm việc cho Pháp có học thức người Lào, đặc biệt là những người ở phía nam Lào lo sợ sự thống trị của Luang Prabang ở phía bắc. Vào tháng 2 năm 1945, Lao Pen Lao thành lập một tổ chức chống thực dân được gọi là "Sannibat lao ekkalat" (Liên đoàn Lào Độc lập).

## Lào độc lập (1945-1950)

### Vương quốc Lào

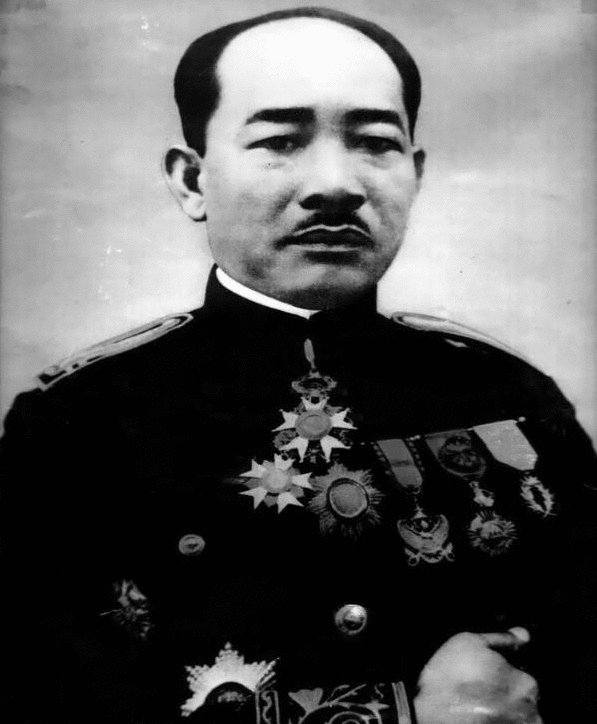
Hoàng thân Phetsarath Ratanavongsa

Tháng 3 năm 1945, Nhật Bản lật đổ ách thống trị của Pháp trên toàn cõi Đông Dương, bao gồm Lào. Vào ngày 8 tháng 4 năm 1945, Vua Sisavang Vong và Vương thân Phetsarath đã tuyên bố rằng vương quốc Luang Phrabang không còn là một chính quyền do Pháp bảo hộ, Nhật Bản trao trả độc lập cho Lào trên danh nghĩa. Trong khi Phetsarath là thành viên của Lao Pen Lao, thì vua Sisavang Vong là người thân Pháp, và chỉ từ bỏ sự bảo hộ khi bị Nhật Bản ép buộc và theo sự thúc giục của Vương thân Phetsarath. Tuy nhiên, vào ngày 28 tháng 8 năm 1945, Nhật Bản đầu hàng.
Từ những năm 1941, Phetsarath đã xây dựng Vệ binh Dân sự Viêng Chăn (Thống sứ Lào biết điều này, nhưng bất lực để can thiệp). Sau khi đầu hàng, người Nhật ở Lào đã bàn giao vũ khí cho lực lượng Phetsarat vào ngày 27 tháng 8 năm 1945, và Vương thân quyết định điện cho người em cùng cha khác mẹ là Hoàng thân Chao Souphanouvong, người đang ở Việt Nam (đã gặp Chủ tịch Hồ Chí Minh - OSS đã cung cấp một chiếc máy bay để đưa ông từ Vinh nơi ông ở để gặp Bác Hồ ở Hà Nội), về nước để chỉ huy các lực lượng vũ trang dân tộc. Souphanouvong đến Savannakhet vào ngày 6 tháng 10 năm 1945 và phát hiện ra rằng nhánh phía nam của Lao Pen Lao đã thiết lập quân có vũ trang ở đây, dưới sự chỉ huy của Oun Sananikone (người từng là sĩ quan trong Quân đội Thái Lan trong Chiến tranh Pháp-Thái) và Phoumi Nosavan (trước đây là Thư ký của Sureté). Vào ngày 8 tháng 10 tại Thakhek, Souphanouvong thành lập Quân đội Giải phóng và Phòng vệ Lào (Armée de libération et de défense Lao - ALDL) từ đội cận vệ riêng của ông, đội quân dưới quyền gồm quân của Sananikone và Nosavan, Cận vệ Đông Dương (Garde Indochinoise - dân quân bản địa) ở Thakhek, và Vệ binh Dân sự Viêng Chăn. Hoàng thân trở thành Tổng tư lệnh, với Sananikone là phó tư lệnh (Aide-de-camp) và Nosavan là Tham mưu trưởng.
Các thành viên Lao Pen Lao phía nam đã thành lập một Ủy ban để kiểm soát khu vực này vào ngày 8 tháng 10, vào ngày 9 một cơ quan tương tự đã được thành lập tại Viêng Chăn. Những người này đồng ý hợp nhất dưới quyền Phetsarat, người đã tuyên bố Lào độc lập dưới một chính phủ mới gọi là Lao Issara ("Lào tự do" - LI, đôi khi được gọi là Lao Itsala), và Chính phủ lâm thời này (dưới quyền của Khammao Vilay, tỉnh trưởng Viêng Chăn) đã ban hành hiến pháp ngày 16 tháng 10 năm 1945. Chính quyền mới bao gồm những người theo chủ nghĩa dân tộc với nhiều thành phần khác nhau - cánh hữu, cánh tả và trung dung. Đông thời tuyên bố tất cả các hiệp ước với Pháp bị vô hiệu, và thông qua Quốc ca và quốc kỳ mới (trở thành quốc kỳ Pathet Lào, và sau đó là quốc kỳ chính thức của Lào sau khi nước Cộng hòa Dân chủ Nhân dân Lào được thành lập năm 1975). Souphanouvong được làm Bộ trưởng Bộ Quốc phòng và Nội vụ.
Các vấn đề phức tạp khi, theo Hiệp định Potsdam, cuối tháng 8 năm 1945, quân đội Trung Hoa Dân Quốc do Sư đoàn 23 thuộc Quân đoàn 60 tiến vào Lào để giải giáp quân Nhật từ phía bắc vĩ tuyến 16. Nhận thấy rằng người Nhật đã rời đi, quân Trung Quốc bắt đầu cướp phá Lào, và đặc biệt là chiếm giữ rất nhiều nhiều thuốc phiện. Nhìn chung, quân Trung Quốc khá trung lập ở Lào, và chỉ hành động chống lại những tổ chức đe dọa họ. Lào Issara thường cẩn thận để tránh kích động người Trung Quốc. Đồng thời Pháp cũng đưa quân vào nam vĩ tuyến 16, lập Bộ Tham mưu quân đội viễn chinh Pháp ở Lào.
Tuy nhiên, Đại tá Imfeld (Cao ủy Pháp tại Lào) cùng một nhóm quân đội Pháp đã tiến vào chiếm Luang Prabang vào ngày 2 tháng 9 năm 1945 (ngay trước khi Trung Quốc đưa quân vào Lào) và tiếp kiến vua Sisavang. Họ yêu cầu Phetsarat phải bị cách chức và quốc gia trở lại chế độ bảo hộ của Pháp. Nhà vua đồng ý, tại thời điểm đó Phetsarat và Lào Issara đã phế truất Sisavang vì sự cộng tác của ông với người Pháp, và Vương thân Phetsarat được tuyên bố là nguyên thủ quốc gia. Quân Trung Quốc đến Luang Prabang và tước vũ khí của quân đội Imfeld vào ngày 23 tháng 9 (và sau đó ông bị chính quyền Lào Issara bắt giam). Ngày 28 tháng 2 năm 1946, Pháp thoả thuận với Trung Hoa Dân quốc ký bản Hiệp ước Pháp - Hoa, tạo điều kiện cho Pháp thực hiện âm mưu chiếm lại toàn bộ Đông Dương. Quân Trung Quốc đã không rời khỏi Lào cho đến tháng 3 năm 1946.
Chính phủ lâm thời ký hiệp ước Hiệp ước tương trợ Lào - Việt ngày 16 tháng 10 năm 1945 và Hiệp định về tổ chức liên quân Lào - Việt ngày 30 tháng 10 năm 1945 với Việt Nam Dân chủ Cộng hòa. Nhưng đến tháng 1 năm 1946, một lực lượng gồm 600 lính dù Pháp với hơn 4,000 quân địa phương bắt đầu chiến dịch chống lại Lào Issara, với sân bay Paksane là cơ sở tiếp tế chính. Bất chấp các cáo buộc của chính phủ Lào Issara, quân Trung Quốc không can thiệp và theo dõi cuộc tranh giành quyền kiểm soát Lào. Hai trong số những nhóm quân tích cực nhất là của người Hmong, nhóm Touby Ly Foung, và bạn học cũ của ông, Tiao Saykham (một thành viên hoàng gia Xieng Khouang). Hai nhóm này, với sự hỗ trợ hạn chế của Pháp, đã bao vây thành phố Xiêng Khoảng (thuộc Cánh đồng Chum) trong hai tuần trước khi nó thất thủ vào sáng ngày 27 tháng 1.
Người Hmong được sử dụng đặc biệt nhiều bởi quân đội Pháp trở lại bằng cách "kiềm chế" Quân đội Giải phóng và Phòng vệ Lào trong các thị trấn và thành phố, cắt đứt hoặc đánh bại các đơn vị "tự vệ" ở bản (làng) khác nhau. Các lực lượng Pháp, gồm cả Trung đoàn Không quân Đặc biệt Anh (SAS), và đội "biệt kích" được trang bị nhẹ với xe jeep và xe tải - bao gồm các thành phần của Trung đoàn bộ binh thuộc địa 5e (5e RIC) và quân nhảy dù "Commando Conus" (do Adrien Conus chỉ huy), bắt đầu cô lập các thành phố đô thị trong tháng 2 năm 1946, vào cuối tháng này, Quân đội Giải phóng và Phòng vệ Lào đã bị bao vây ở Luang Prabang, Viêng Chăn, Savannakhet và đặc biệt là Thakhek. Việt Minh ký một lệnh ngừng bắn với Pháp vào ngày 6 tháng 3 năm 1946 (Hiệp định sơ bộ Pháp–Việt), nhưng chính phủ Lào Issara ở Viêng Chăn vẫn tuyên bố quyết tâm tiếp tục chiến tranh vào ngày 12 tháng 3.
Người Pháp tái chiếm Muang Phine vào ngày 14 tháng 3 năm 1946, sau đó là Savannakhet vào ngày 17, Thakhek vào ngày 21, Sê Pôn vào ngày 23 và Nape vào ngày 11 tháng 4. Souphanouvong dẫn lực lượng hỗn hợp chống lại quân Pháp trước khi Pháp tiến vào Viêng Chăn, nhưng tại Thà Khẹt, quân Souphanouvong đã thất bại, và bản thân Souphanouvong bị thương nặng. Như vậy, tính đến tháng 4 năm 1946, toàn bộ miền nam và miền trung Lào nằm dưới sự kiểm soát của Pháp. Viêng Chăn thất thủ vào ngày 24 tháng 4, Chính phủ Issara Lào chạy sang Thái Lan và lập chính phủ lưu vong ở Bangkok do Phetsarat lãnh đạo. Vào giữa tháng 5, Pháp đến Luang Phrabang để giải cứu vị vua trung thành, vua Sisavang. Như một phần thưởng cho lòng trung thành của ông, vào tháng 8, người Pháp đã phong ông là Vua của Lào.
Lào Issara và Quân đội Giải phóng và Phòng vệ Lào tuy không thành công về mặt quân sự, nhưng các hành động đã nâng cao chủ nghĩa dân tộc ở Lào. Sai lầm chính của Quân đội Giải phóng và Phòng vệ Lào, không giống như Việt Minh, cố gắng chống lại cuộc chiến tranh quân sự với người Pháp. Người Pháp dễ dàng cô lập và đánh bại các đơn vị đồn trú khác nhau - mặc dù chiến đấu dũng cảm (đặc biệt là ở Ban Keun, Thakhek và Savannakhet), nhưng không thể so sánh được với lực lượng chính quy của Pháp. Bản thân Souphanouvong bị thương nặng ở Thakhek, phải nhập viện điều trị một thời gian ở Thái Lan. Sau thất bại này, các cuộc giao tranh lẻ tẻ giữa tàn dư CFEO và Quân đội Giải phóng và Phòng vệ Lào tiếp tục cho đến tháng 9.
Trong thời điểm này, phần lớn những người theo chủ nghĩa dân tộc cứng rắn đã bị xử tử, cầm tù hoặc lưu đày. Lực lượng Quân đội Giải phóng và Phòng vệ Lào còn lại giờ đã được phân chia thành hai phần đóng ở biên giới Thái Lan và ở biên giới Việt Nam. Với việc loại bỏ những người theo chủ nghĩa dân tộc này (người Pháp gọi là Lào-Việt), "modus vivendi" đã được thương lượng giữa người Pháp, những người trung thành với Lào và những người theo chủ nghĩa dân tộc ôn hòa. Bằng cách này, Vua Sisavong Vong và con trai ông, Thái tử Savang Vatthana (người không đặc biệt ái mộ Pháp), đã thành lập một chính quyền mới. Một phần của các cuộc thảo luận đã dẫn đến việc người tuyên bố lên ngôi Champasak (Hoàng thân Boun Oum) từ bỏ yêu sách của mình để ủng hộ Sisavong Vong, và do đó mở đường cho một nước Lào thống nhất với một vị vua duy nhất, vương quốc Champasak bị bãi bỏ, và Hoàng thân Boun Oum Na Champassak được bồi thường với chức danh Tổng thanh tra Vương quốc Lào. Hiệp ước đã được ký bởi Savang Vathana và Cao ủy Pháp ở Lào Jean de Raymond vào ngày 27 tháng 8. Các cuộc bầu cử đã được tổ chức cho chính phủ mới vào ngày 11 tháng 10 năm 1946, kết quả là chính phủ lâm thời của Hoàng thân Kindavong (anh cùng cha khác mẹ của Phetsarat). Chính quyền này được gọi là Chính phủ Hoàng gia Lào (RLG), và cầm quyền bằng hình thức này hay hình thức khác cho đến năm 1975. Các tỉnh của Lào đã bị Thái Lan sáp nhập vào năm 1941 được trao trả cho Lào vào ngày 7 tháng 12 năm 1946.

### Nỗ lực nâng cấp Lào
Pháp đã thực hiện một nỗ lực muộn để trao cho Lào các thể chế của một nhà nước hiện đại thay cho một nhà nước phong kiến. Garde Indigène được thay thế bằng Vệ binh Quốc gia Lào, và một lực lượng cảnh sát Lào được thành lập. Các cuộc bầu cử Quốc hội Lập hiến, trên cơ sở nam giới phổ thông đầu phiếu, được tổ chức vào tháng 12 năm 1946, và hiến pháp mới được công bố vào ngày 11 tháng 5 năm 1947 đã trao cho Lào một chính phủ nghị viện với Quốc hội được bầu ra. Quốc hội đã thông qua hiến pháp xác nhận tình trạng Lào là một quốc gia quân chủ lập hiến và một "nhà nước tự trị" trong Liên hiệp Pháp.
Quân đội Hoàng gia (hoặc Quốc gia) Lào (RLA) được thành lập bởi một sĩ quan người Pháp vào ngày 23 tháng 3 năm 1949, và Công ước Pháp-Lào ngày 19 tháng 7 năm 1949 đã đưa Lào trở thành một quốc gia độc lập (ít nhất là trên danh nghĩa).
Các bệnh viện và phòng khám mới cũng được thành lập, mặc dù thiếu hụt nghiêm trọng nhân viên có trình độ. Một chương trình khẩn cấp để đào tạo thêm công chức Lào cũng được thiết lập. Một trường trung học phổ thông được mở ở Viêng Chăn, và các trường mới mở ở Pakxe, Savannakhet và Luang Phrabang. Tháng 8 năm 1947 tổ chức bầu cử Quốc hội và đã có 35 đại biểu được bầu. Một vương thân hoàng gia, Hoàng thân Souvannarath, em trai của Phetsarath, đã trở thành Thủ tướng Lào với tư cách là người đứng đầu nội các gồm toàn thành viên các gia đình Lào Lùm có thế lực. Đây vẫn là một đặc điểm của chính trị Lào. Có nhiều đảng phái chính trị lên nằm quyền một thời gian, nhưng một gia đình gồm 20 người thay phiên nhau nắm quyền, thù địch với nhau vì những chức vụ được coi là chiến lợi phẩm.

### Lào độc lập
Năm 1949, khi uy thế của Pháp tại Việt Nam ngày càng giảm xuống và thiện ý tiếp tục của người Lào trở nên quan trọng hơn, các nhượng bộ hơn nữa đã được thực hiện. Các bộ trưởng Lào nắm quyền kiểm soát tất cả các chức năng của chính phủ ngoại trừ các vấn đề đối ngoại và quốc phòng, mặc dù sự phụ thuộc gần như hoàn toàn kinh tế vào viện trợ của Pháp khiến nền độc lập mới này có vẻ bề ngoài hơn là thực tế. Vào tháng 2 năm 1950, Lào chính thức được tuyên bố là một quốc gia độc lập và được Hoa Kỳ và Anh công nhận.
Lào đã nộp đơn xin gia nhập Liên hợp quốc, nhưng đơn xin gia nhập đã bị Liên Xô phủ quyết. Không có biện pháp nào trong số này che giấu thực tế rằng Pháp vẫn nắm quyền kiểm soát thiết yếu đối với Lào. Các vấn đề đối ngoại, quốc phòng và tài chính trên thực tế vẫn nằm dưới sự kiểm soát của Pháp, và tài phán chỉ được trao cho các bộ trưởng Lào một cách từ từ. Quan trọng nhất, Quân đội Pháp giữ quyền hoạt động tự do tại Lào, và ra lệnh cho các lực lượng Lào mà không cần tham vấn các bộ trưởng Lào.

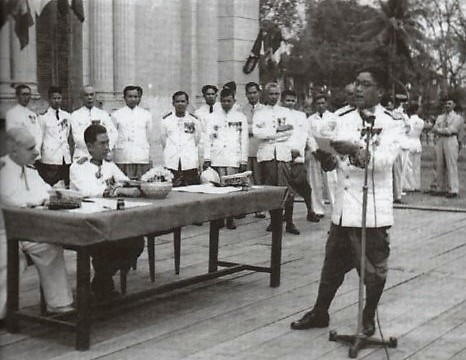
Bài phát biểu của Thủ tướng Phoui Sananikone trong thời gian chuyển giao quyền lực có hiệu lực, ngày 13 tháng 4 năm 1950. Người đứng thứ 4 và thứ 5 từ trái sang, Tiao Souvanna Phouma và Kou Voravong.

Trong khi đó, chính phủ lưu vong Lào Issara đã lên kế hoạch cho một cuộc nổi dậy theo chủ nghĩa dân tộc chống lại người Pháp và những gì được coi là con rối Lào của Pháp ở Viêng Chăn. Chính phủ lưu vong Lào Issara phân hóa thành hai khu vực, với hai lập trường khác nhau. Ở khu vực biên giới Thái Lan, Lào Issara duy trì lập trường chủ nghĩa dân tộc, sau đó sẽ sát nhập vào Quân đội Hoàng gia Lào; ở khu vực biên giới Việt Nam, Lào Issara tại đây duy trì theo đường lối của Việt Minh. Trong một thời gian, lực lượng Lào Issara, dưới sự chỉ huy của Souphanouvong, đã có thể hoạt động từ các căn cứ ở Thái Lan, và đạt được một số thành công, đặc biệt là xung quanh Savannakhet.
Chính phủ lưu vong Lào Issara, ở Bangkok, do Phetsarat đứng đầu, người theo chủ nghĩa dân tộc cực đoan, và bao gồm nhiều phe phái khác nhau liên minh một cách miễn cưỡng. Sự tồn tại của Lào Issara dựa trên một nhà nước Thái Lan thân mật, và sau Thế chiến 2 với một chế độ cầm quyền bởi Seri Thai. Tuy nhiên, vào tháng 11 năm 1947, một cuộc đảo chính quân sự ở Bangkok đã đưa Thống tướng Phibun trở lại nắm quyền với sự hậu thuẫn ngầm của Mỹ. Ông là người chống cộng sản, tìm cách khôi phục mối quan hệ với Pháp do đó đã thúc ép Lào Issara tìm kiếm mối quan hệ hợp tác với Pháp, đồng thời ra lệnh đóng cửa các cân cứ Lào Issara ở đất Thái. Giờ đây, Lào Issara chỉ có thể tiến hành các cuộc hành quân vào Lào từ lãnh thổ do lực lượng Việt Minh kiểm soát.
Vào năm 1949, Hoàng thân Souvanna Phouma bắt đầu đàm phán với Viêng Chăn, dẫn đến việc Nhà vua tuyên bố ân xá. Vào ngày 25 tháng 10 năm 1949, Lào Issara ở Bangkok giải tán Chính phủ lưu vong bất chấp sự phản đối của Phetsarat và những người khác. Các thành viên cánh hữu và trung dung của Lào Issara không còn (bao gồm Hoàng thân Souvanna Phouma, Khammao Vilay và Hoàng thân Phoui Sananikone) bay trở lại Viêng Chăn và gia nhập vào hệ thống chính trị Vương quốc Lào. Lực lượng Quân đội Giải phóng và Phòng vệ Lào ở biên giới Thái Lan-Lào đã tái gia nhập Quân đội Hoàng gia Lào và trở thành một phần của Quân đội Hoàng gia Lào mới. Tháng 8 năm 1951, Souvanna Phouma trở thành Thủ tướng, khẳng định vị thế của ông với tư cách là nhà lãnh đạo mới của Lào phi cộng sản.
Tuy nhiên, những người bất đồng chính kiến (Phetsarat, Souphanouvong, Kaysone Phomvihane và những người khác) từ chối chấp thuận lệnh ân xá, và tố cáo những người chấp thuận là những kẻ phản bội. Nouhak Phoumsavanh, lãnh đạo Quân đội Giải phóng và Phòng vệ Lào ở biên giới Việt Nam, cũng từ chối chấp thuận và tái gia nhập quân đội chính quy. Với việc Bangkok ngày càng trở nên thù địch, các chính trị gia dân tộc chủ nghĩa lưu vong đã di chuyển trở lại Đông Bắc Lào để phụ trách cuộc đấu tranh mới. Chỉ có Phetsarath là sống lưu vong ở Thái, nhưng đến nay ông đã mất đi ảnh hưởng trước đây của mình.

### Cộng sản ở Lào
Đảng Cộng sản Đông Dương (ICP) được thành lập bởi Hồ Chí Minh và một số người khác tại Hồng Kông vào năm 1930. Thành viên ban đầu hoàn toàn là người Việt Nam, nhưng, như tên gọi của Đảng, Đảng đã được Quốc tế Cộng sản ở Mátxcơva giao trách nhiệm cho toàn bộ Đông Dương thuộc Pháp. Trong những năm 1930, tổ chức này đã tuyển dụng một số thành viên Lào, chủ yếu là giáo viên và các công chức cấp trung khác có trình độ học vấn phương Tây. Về mặt cấu trúc xã hội, Lào có ít cơ hội cho thuyết kích động cộng sản chính thống. Lào có rất ít giai cấp công nhân, ngoại trừ một số người trong ngành khai thác thiếc.
Không có "vấn đề nông dân" ở Lào: hơn 90% người Lào là nông dân trồng lúa và sở hữu đất đai cá nhân. Không có địa chủ như ở Trung Quốc và không có giai cấp vô sản nông thôn không có ruộng đất. Các vị trí lãnh đạo duy nhất trong Mặt trận Lào Tự do. Những người này bao gồm Faydang Lobliayao, một thủ lĩnh của người Hmong ở phía bắc, và Sīthon Kommadam, con trai của Ong Kommadam, thủ lĩnh phiến quân phía nam người Lào Thơng.
Tuy nhiên, vào cuối những năm 1940, Đảng Cộng sản Đông Dương đã tuyển dụng một số cốt cán là các nhà hoạt động, một số người trong số họ là người Lào gốc Việt như Kaysone, một số có mối quan hệ hôn nhân với người Việt Nam, chẳng hạn như Nouhak Phoumsavanh. Sự suy yếu của Pháp và sự thất bại của chính phủ Lào Issara đã tạo cơ hội, vì sau năm 1949, cuộc đấu tranh chống chế độ thực dân chỉ có thể được tiến hành từ các căn cứ ở Việt Nam và với sự hỗ trợ của những người cộng sản Việt Nam.
Vào ngày 20 tháng 1 năm 1949, quân đội Quân đội Giải phóng và Phòng vệ Lào ở phía đông bắc đã đổi tên thành "Quân đội Giải phóng Nhân dân" (tiền thân Quân đội Nhân dân Lào sau này). Các chỉ thị được ban hành dưới danh nghĩa của Pathet Lào (Nhà nước Lào) và do đó lực lượng này, dưới sự chỉ huy của Kaysone Phomvihane, được biết đến nhiều hơn với tên gọi Pathet Lào (PL). Khi những người bất đồng chính kiến cánh tả từ Lào Issara di chuyển lên phía Đông Bắc, họ đã thành lập Neo Lao Issara (NLI - "Mặt trận Giải phóng Lào" hay còn được gọi "Mặt trận Lào Tự do") tại "Đại hội Quốc gia Lào" được tổ chức tại Sam Neua vào ngày 13-15 tháng 8 năm 1950, với 150 đại biểu (từ khắp Lào) tham dự. Họ đã hệ thống hóa "12 điểm chính trị kháng chiến quốc gia", và thành lập một Chính phủ mới (Chính phủ Kháng chiến đất nước Lào) đối lập với Chính phủ Hoàng gia Lào, do Chao Souphanouvong đứng đầu.
Theo mô hình Việt Minh, họ bắt đầu xây dựng một căn cứ hỗ trợ ở các khu vực miền núi bằng sự kết hợp giữa trình độ học vấn, sức mạnh quân sự và mối đe dọa. Vào ngày 10 tháng 3 năm 1951, một đại hội chung đã được tổ chức giữa Việt Minh, Neo Lao Issara và Mặt trận Issarak của Campuchia. Điều này tuyên bố sự thống nhất về mục đích giữa những người cách mạng Việt Nam, Lào và Khmer. Những người cộng sản đã khôn khéo đề bạt đại diện của các dân tộc thiểu số vùng cao vào các vị trí lãnh đạo trong Mặt trận Lào Tự do. Những người này bao gồm Faydang Lobliayao, một thủ lĩnh của người Hmong ở phía bắc, và Sithon Kommadam, con trai của Ong Kommadam thủ lĩnh phiến quân phía nam người Lào Thơng. Vì các khu vực căn cứ của cộng sản chủ yếu là nơi sinh sống của các dân tộc thiểu số, điều này đã giúp củng cố sự hỗ trợ ở những khu vực này. Nhưng quyền lãnh đạo cộng sản vẫn nằm chắc trong tay Lào Lùm.
Những người cộng sản ở Lào nhận được sự hỗ trợ của Đảng Cộng sản Việt Nam, và trong suốt hai mươi năm chiến tranh sau đó, Đảng Nhân dân Lào được Việt Nam Dân chủ Cộng hòa hỗ trợ về vũ khí, tài chính và đào tạo. Một số lượng lớn lực lượng Việt Nam đã chiến đấu cùng với Pathet Lào, và các "cố vấn" Việt Nam thường đi cùng các chỉ huy quân sự của Pathet Lào. Chính phủ Lào chống cộng luôn cáo buộc Pathet Lào là những con rối của Việt Nam, nhưng đây là cáo buộc không chính xác hoàn toàn. Năm 1955, một đảng cộng sản Lào riêng biệt được thành lập, Đảng Nhân dân Lào (tiền thân của Đảng Nhân dân Cách mạng Lào sau này), với Kaysone là Tổng Bí thư và Nouhak là lãnh đạo cấp cao, tất cả các thành viên của Bộ Chính trị là người Lào Lùm.
Những người cộng sản Lào và Việt Nam đã chiến đấu vì cùng một mục tiêu - đầu tiên là đánh đuổi người Pháp, sau đó là xây dựng chủ nghĩa xã hội, và người Lào biết rằng họ không thể tự mình đạt được một trong hai mục tiêu này. Hệ tư tưởng cộng sản dạy rằng "chủ nghĩa quốc tế vô sản" là nghĩa vụ của tất cả những người cộng sản. Những người cộng sản Lào thoải mái chấp nhận sự lãnh đạo của Việt Nam như là cách nhanh nhất và thực sự duy nhất để đạt được mục tiêu của cách mạng.
Ngay cả khi họ đã lật đổ chính quyền, Pathet Lào vẫn phụ thuộc vào binh lính và cố vấn chính trị Việt Nam để giữ quyền kiểm soát đất nước. Chính phủ của họ có mối quan hệ với Việt Nam tương tự như các chính phủ Cộng sản Đông Âu với Liên Xô. Việc ủng hộ người Việt Nam khiến chính quyền hoàng gia Lào tuyên truyền tạo ra sự thù địch của đa số người Lào Lùm, những người không ưa người Việt Nam hơn người Pháp. Mãi cho đến những năm cuối của thập niên 1960, Pathet Lào mới bắt đầu nhận được sự ủng hộ ở các khu vực Lào Lùm.

## Pathet Lào phản công (1950-1954)
Cuối năm 1952, với vị trí chiếm cứ ở Đông Bắc Lào ngày càng an toàn, và với sự hỗ trợ đắc lực của quân đội Việt Minh, PL đã mở một cuộc tổng tấn công nhằm chiếm tỉnh Sam Neua, cùng với các phần của Luang Prabang và Xiêng Khoảng. Sam Neua thất thủ vào ngày 13 tháng 4 năm 1953, cùng với Phong Saly. Luang Prabang bị bao vây, và cuộc tấn công được đẩy mạnh về phía nam và phía đông. Đến cuối năm, các thị trấn ThaKhek (thất thủ vào ngày 24 tháng 12) và Savannakhet bị bao vây, cũng như căn cứ trên bộ của Pháp tại Seno. Đường số 9 bị cắt, và tỉnh Attapu bị chiếm, cùng với Cao nguyên Boloven. Vào thời điểm Pháp thất bại ở Điện Biên Phủ vào tháng 5 năm 1954, Neo Lao Issara và Pathet Lào đang kiểm soát một phần lớn đất nước Lào, và có một đội quân thiện chiến. Họ đã được Hiệp định Geneva công nhận, và Chính phủ Hoàng gia Lào buộc phải đồng ý tổ chức các cuộc bầu cử chung để thống nhất lại Lào (sẽ được tổ chức vào năm 1955).

### Lực lượng Pathet Lào
Pathet Lào được hình thành dưới sự bảo trợ của Việt Minh, và do đó được tổ chức theo mô hình của Việt Minh. Pathet Lào không được trang bị vũ khí hạng nặng.  Quân đội Giải phóng và Phòng vệ Lào và Pathet Lào ban đầu được trang bị vũ khí hỗn hợp từ Pháp, Nhật Bản và (có thể) của Mỹ. Nguồn cung cấp tăng dần từ Việt Minh, vì vậy các mẫu của Trung Quốc có thể đã chuyển vào cuối Chiến tranh chống Pháp. Trang phục điển hình khá giống Việt Minh - một sự pha trộn giữa quần áo dân sự châu Âu và địa phương, với các mảnh có nguồn gốc quân sự (vải dạ, v.v.). Mũ đội đầu rất có thể sẽ là một chiếc khăn trùm đầu được quấn thành dạng khăn xếp, mũ bảo hiểm đội đầu hoặc mũ lưỡi trai.

## Quân đội Hoàng gia
Khi Pháp rút sự hiện diện quân sự của họ từ Lào, Chính phủ Hoàng gia Lào đã thành lập quân đội của mình để chống lại Pathet Lào và Việt Minh. Đây là quân đội Hoàng gia Lào (RLA) đã được đào tạo từ 4,000 người năm 1951 đến 10,000 năm 1952 và 15,000 người trong năm 1953. Năm 1954, như Pháp đã rút khỏi Lào, Quân đội Hoàng gia Lào được tăng cường với 25,000 người.
Quân đội Hoàng gia Lào được trang bị, được đào tạo, trang bị và sĩ quan bởi Pháp. Vũ khí của họ chủ yếu là sản xuất của Anh (bên ngoài CFEO), với chiếc mũ Bush mặc với đồng phục Anh/Khối thịnh vượng chung. Quân Lào được xếp loại là "Chasseurs", tức là bộ binh hạng nhẹ, thiết bị của họ là của các mẫu "hạng nhẹ", như là cối 60mm thay vì 81mm và pháo tự hành 0.30" thay vì 0.50". Quân đội Hoàng gia Lào có xu hướng phân tán trong các đơn vị quy mô trung đội rải rác khắp đất nước, với Nhóm biệt kích đường không hỗn hợp (GCMA) hoạt động trên mặt đất. Đối với các hoạt động chính, họ sẽ được Quân đội viễn chinh Pháp vùng Viễn Đông (CFEO) củng cố, xây dựng một căn cứ không quân (như tại Seno).

## Hiệp định Geneva (1954)

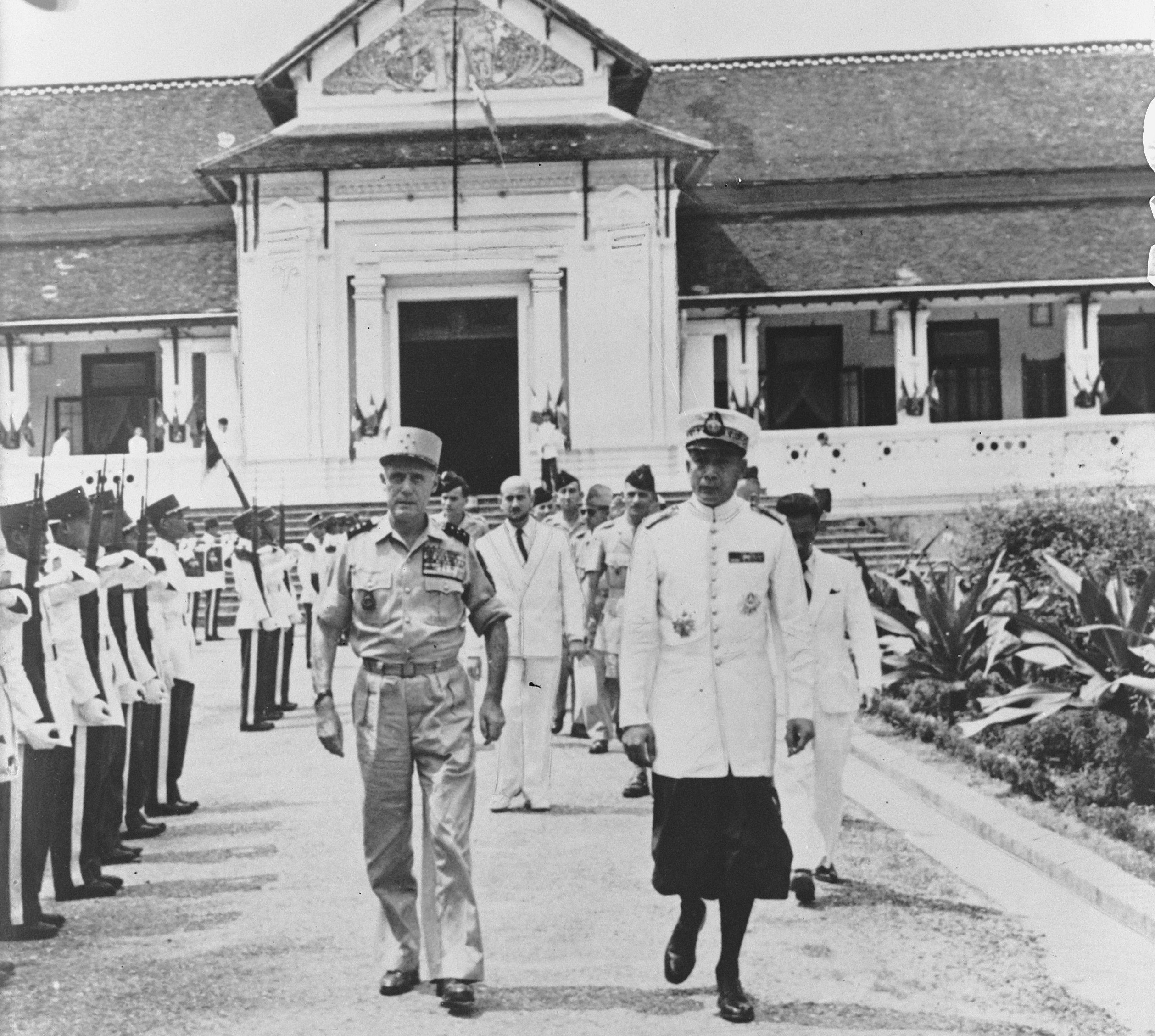
Tướng Salan Pháp và Hoàng tử Sisavang Vatthana tại Luang Prabang, ngày 4 tháng 5 năm 1953

Đầu những năm 1950 chứng kiến sự bất ổn liên tục trong chính phủ Lào ở Viêng Chăn. Sự đổ bộ của lực lượng Pháp, cùng với tiền viện trợ của Pháp và Mỹ, đã thúc đẩy sự bùng nổ kinh tế, kèm theo lạm phát cao, ở các thị trấn, nhưng điều này chẳng mang lại lợi ích gì cho đa số nông dân.  Việc chuyển hướng ngân quỹ sang các mục đích quân sự đã làm chậm sự phát triển của các lĩnh vực như y tế và giáo dục.  Chính phủ vẫn suy yếu, chia rẽ, và cũng ngày càng tham nhũng khi các chính trị gia hàng đầu tìm mọi cách để chính họ và người thân của họ kiếm lợi từ nguồn tiền nước ngoài đổ vào đất nước. Souvanna Phouma vẫn là chính trị gia phi cộng sản hàng đầu và giữ được sự tin tưởng của Nhà vua, nhưng những người theo cánh hữu, do Boun Oum Na Champassak lãnh đạo, phản đối chính sách liên minh và hòa giải của ông với Pathet Lào. Tuy nhiên, nền độc lập của Lào, ban đầu vẫn chỉ mang tính hình thức do Pháp cầm quyền.
Năm 1953, Lào giành được độc lập hoàn toàn từ Pháp, nhưng Pathet Lào, với sự viện trợ của Việt Nam, đã giành được quyền kiểm soát trên một vùng lãnh thổ rộng lớn, mặc dù dân cư thưa thớt, ở các khu vực miền núi dọc biên giới Việt Nam và cả một số khu vực ở phía nam. Những nơi mà sự cai trị từ Viêng Chăn chưa bao giờ phổ biến. Sự suy yếu của Pháp khiến chính phủ Hoàng gia Lào dễ bị tổn thương, và lực lượng Pathet Lào và Việt Nam tiến đến trong vòng 30 km từ Luang Phrabang. Quân đội Pathet Lào cùng với khoảng 40,000 quân Việt Minh do Đại tướng Võ Nguyên Giáp chỉ huy đã chiếm đóng các vùng phía bắc Lào bắt đầu từ ngày 16 tháng 4 năm 1953.
Khi người Pháp ngày càng sa lầy vào cuộc chiến ở Việt Nam, sự phản đối chính trị ở Pháp đối với cuộc chiến tranh Đông Dương ngày càng mạnh mẽ. Vào tháng 5 năm 1954, quân Pháp đã phải hứng chịu một thất bại ở Điện Biên Phủ miền Bắc Việt Nam, một thảm họa chính trị kèm với hậu quả lớn về mặt quân sự. Chính phủ Pháp từ chức và Pierre Mendès-France lên làm Thủ tướng với chủ trương rút khỏi Đông Dương. Một hội nghị quốc tế về Đông Dương đã được triệu tập tại Genève, và hội nghị diễn ra ngay sau khi Pháp thất bại tại Điện Biên Phủ.

Hội nghị Geneva 1954

Đồng thời cũng có một hội nghị riêng rẽ giữa Lào và Pháp. Nghị trình Lào là một vấn đề thứ yếu tại Geneva, diễn ra từ ngày 26 tháng 4 đến ngày 21 tháng 7 năm 1954, và các quyết định về Lào được quyết định bởi việc dàn xếp sau hội nghị Việt Nam. Bộ trưởng Ngoại giao Phuy Sananikone đại diện cho chính phủ Lào và Nouhak đại diện cho Pathet Lào (như một phần của phái đoàn cộng sản Việt Nam), nhưng họ chỉ là quan sát viên do các cường quốc quyết định kết quả. Hội nghị đã được đồng ý đưa Lào trở thành một quốc gia độc lập, trung lập với một chính phủ liên minh đại diện cho tất cả các bên trong đó có Pathet Lào. Các bên đồng ý ngừng bắn vào ngày 21 tháng 7 năm 1954, và lệnh ngừng bắn có hiệu lực vào ngày 6 tháng 8 năm 1954.
Sau lệnh ngừng bắn là việc tất cả các  lực lượng nước ngoài rút quân, giải tán quân đội Pathet Lào, thành lập chính phủ liên hiệp và bầu cử tự do. Khi tin tức về thỏa thuận này đến được với Lào, các chính trị gia chống cộng đã nổi giận dữ dội, trong đó tập trung vào Phuy vì đã đồng ý với các điều khoản này. Vào tháng 9, một băng nhóm được tài trợ bởi các phần tử cánh hữu đã cố gắng ám sát Phuy. Ông bị thương nhẹ, nhưng Bộ trưởng Quốc phòng Kou Voravong đã thiệt mạng. Kết quả là cuộc khủng hoảng buộc Souvanna Phouma phải từ chức, và Katay Don Sasorith thành lập chính phủ với tư cách là thủ tướng vào ngày 20 tháng 10 năm 1954. Theo Hiệp định Genève, Pháp đồng ý công nhận nền độc lập của Vương quốc Lào vào ngày 29 tháng 12 năm 1954.

## Sau hội nghị Geneva (1954-1960)
Hai tháng sau hội nghị Geneva, Việt Nam Dân chủ Cộng hòa bắt đầu hành động chống lại chính phủ Hoàng gia Lào. Một tổ chức quân sự được thành lập có tên là Đoàn 100 (Đoàn cố vấn quân sự Việt Nam). Trụ sở chính của nó được thành lập tại Bản Na Mèo. Mục đích của nó là để tổ chức, đào tạo, chỉ đạo và cung cấp cho quân đội của Pathet Lào. Việt Nam Dân chủ Cộng hòa không có lợi ích đặc biệt nào đối với Hội nghị Geneva hay việc lập ra một nước Lào trung lập ngoài việc sử dụng họ trong việc củng cố sự kiểm soát với các phần phía đông của Lào. Theo Hiệp định Genève ở điều 13, sự chấm dứt và rút quân của các lực lượng bên ngoài chống đối - các đơn vị quân của Pháp và tình nguyện Việt Nam - rút khỏi Lào. Phần này của thỏa thuận, theo Điều 4a, sẽ được hoàn thành trong vòng 120 ngày.
Ngày 11 tháng 8 năm 1954, Ủy ban Giám sát và Kiểm soát Quốc tế (ICSC-Lào I) được thành lập để giám sát thỏa thuận ngừng bắn và giám sát việc giải tán các lực lượng quân sự của Pháp và Lào. ICSC-Lào I bao gồm khoảng 500 nhân viên từ Canada, Ấn Độ và Ba Lan.
Katay Don Sasorith là một nhân vật kém tinh tế hơn nhiều so với Souvanna Phouma, và ông ta nhận thấy nhiệm vụ thực hiện các hiệp định Geneva vượt quá khả năng của mình. Vấn đề cốt yếu là mặc dù quân Pháp thoái lui đúng lịch trình, nhưng lực lượng Việt Nam hỗ trợ Pathet Lào trong các khu căn cứ vùng cao thì không, và chính phủ Lào không có biện pháp nào để buộc họ phải làm như vậy. Theo các thỏa thuận, lực lượng Pathet Lào phải tập hợp tại các tỉnh Houaphan và Phongsali trước khi giải tán.
Thay vào đó, Pathet Lào và Việt Nam Dân chủ Cộng hòa tiếp tục coi các tỉnh này là "vùng giải phóng", từ chối cho phép các quan chức chính phủ thực thi quyền lực, đồng thời đánh đuổi các lực lượng Hmong địa phương đã ủng hộ Pháp và hiện trung thành với chính phủ Lào. Pathet Lào cũng duy trì lực lượng ngầm ở phía nam.
Ngày 6 tháng 1 năm 1955, Hội nghị Hiệp thương chính trị giữa Neo Lao Issara và Chỉnh phủ Vương quốc Lào khai mạc tại Cánh đồng Chum, Xiengkhuang. Ngày 18 tháng 1, hội nghị tạm dừng do chính phủ Vương quốc Lào bỏ về Viêng Chăn. Dưới áp lực của người dân, hội nghị tiếp tục được nối lại ngày 3 tháng 2. Hội nghị kết thúc ngày 9 tháng 3 ra tuyên bố chung cam kết: "chấm dứt ngay mọi hoạt động công kích lẫn nhau; hai bên ra lệnh cho các lực lượng vũ trang đình chỉ mọi hoạt động tấn công quân sự; hai bên thoả thuận chuyển địa điểm Hội nghị hiệp thương chính trị từ Cánh đồng Chum, tỉnh Xiêng Khoảng về Viêng Chăn.
Sau một năm bế tắc, chính phủ Hoàng gia Lào đã tiến hành cuộc bầu cử ở phần còn lại của đất nước vào tháng 12 năm 1955. Sau cuộc bầu cử, Đảng Tiến bộ Lào (LPP) giành được 22 ghế trên 39 ghế, Đảng Độc lập Lào (LIP) do Phoui Sananikone đứng đầu giành được 7 ghế. Chính phủ của Katay bị đánh bại trong Quốc hội mới, và Souvanna Phouma trở lại nhiệm sở, vẫn quyết tâm thành lập một chính phủ liên minh trung lập. Souvanna Phouma luôn tin rằng người Lào, nếu được đoàn kết làm một, có thể giải quyết những khác biệt của chính họ, và rằng ông ta có thể đi đến một thỏa thuận với người em cùng cha khác mẹ của mình là Souphanouvong. Neo Lao Hak Sat (Mặt trận Tổ quốc Lào) được thành lập vào vào năm 1957.
Hoa Kỳ đã không phê chuẩn các hiệp định Geneva, và chính quyền Eisenhower, đặc biệt là Ngoại trưởng quân sự chống cộng, John Foster Dulles, chia sẻ quan điểm của các chính trị gia cánh hữu Lào.  Dưới ảnh hưởng của Dulles, Mỹ đã hậu thuẫn cuộc chiến của Pháp ở Việt Nam, và bây giờ khi Pháp rời đi, ông quyết tâm rằng Mỹ sẽ tiếp quản vai trò hỗ trợ lực lượng chống cộng của Pháp ở Việt Nam và ngăn chặn lực lượng của Hồ Chí Minh chiếm miền Nam Việt Nam. Ông tin rằng điều này đòi hỏi phải duy trì một chính phủ chống cộng sản ở Lào và ngăn chặn Việt Nam sử dụng Lào làm con đường vận chuyển vào miền Nam Việt Nam.
Để giải quyết những điều cấm của hiệp định Geneva - mà Hoa Kỳ đã cam kết tôn trọng - Bộ Quốc phòng Hoa Kỳ vào tháng 12 năm 1955 đã thành lập một phái bộ quân sự trá hình tại Viêng Chăn được gọi là Văn phòng Đánh giá Chương trình (Programs Evaluation Office - PEO). Văn phòng bắt đầu hoạt động vào ngày 13 tháng 12 năm 1955 và hoạt động dưới vỏ bọc của phái bộ viện trợ dân sự và được biên chế bởi các quân nhân và đứng đầu là một sĩ quan, tất cả đều mặc quần áo dân sự và đã bị loại khỏi Danh sách quân nhân tại ngũ của Bộ Quốc phòng.
Trong giai đoạn 1955-61, Văn phòng dần thay thế sứ mệnh quân sự của Pháp trong việc cung cấp trang thiết bị và huấn luyện cho Quân đội Hoàng gia Lào và lực lượng người Hmong chống cộng sản. Bằng cách này, Hoa Kỳ đã hỗ trợ toàn bộ chi phí cho Quân đội Hoàng gia Lào trên thực địa giống như cách mà Liên Xô và Việt Nam đã hỗ trợ cho Pathet Lào, và Cơ quan Tình báo Trung ương (CIA) cung cấp thông tin tình báo và chỉ đạo chính trị. Do đó, Mỹ phản đối mạnh mẽ những nỗ lực của Souvanna Phouma nhằm đưa Pathet Lào vào chính phủ và đưa Lào trở thành một quốc gia "trung lập". Trên thực tế, ý nghĩa trung lập là cho phép Việt Nam chiếm đóng vĩnh viễn phía đông của đất nước và cho phép Pathet Lào giữ quân đội của họ trên thực địa. Những nỗ lực của Souvanna Phouma nhằm giải quyết xung đột ở Lào luôn thất bại do Việt Nam Dân chủ Cộng hòa từ chối rút quân và sự từ chối giải giáp vũ khí của Pathet Lào.
Vào tháng 8 năm 1956 Souvanna Phouma đạt được thỏa thuận với Souphanouvong. Ông được giúp đỡ bởi anh trai của mình là Hoàng thân Phetsarath, người trở về Lào năm 1956 sau mười năm sống lưu vong, và đóng vai trò trung gian và chính khách lớn tuổi cho đến khi ông qua đời năm 1959. Một chính phủ liên minh được thành lập trong đó Souphanouvong trở thành Bộ trưởng Kế hoạch và Tái thiết, và một nhà lãnh đạo khác của Pathet Lào, Phoumi Vongvichit (1909–94) là Bộ trưởng Tôn giáo và Mỹ thuật. Pathet Lào đồng ý cho phép tái hợp nhất các tỉnh Houaphan và Phongsali, đồng thời hợp nhất quân Pathet Lào vào Quân đội Hoàng gia Lào. Các bảo đảm đã được đưa ra rằng Lào sẽ là một quốc gia trung lập và sẽ không cho phép lãnh thổ của mình được sử dụng làm căn cứ để gây hấn với bất kỳ nước láng giềng nào. Chính phủ liên hiệp ra mắt vào tháng 11/1956.
Hiệp định năm 1956 đã được Pháp, Anh, Liên Xô, Trung Quốc và cả hai chính phủ Việt Nam hoan nghênh. Hoa Kỳ không đưa ra ý kiến, và không thực hiện các lời đe dọa cắt viện trợ trước đó nếu Pathet Lào tham gia chính phủ. Nhưng ở hậu trường, đại sứ quán Hoa Kỳ tiếp tục khuyến khích các chính trị gia Lào chống cộng đặt câu hỏi về thỏa thuận này. Những người cộng sản Việt Nam và Lào cũng không có ý định tôn trọng tinh thần của hiệp định năm 1956, mà họ nhìn nhận về mặt chiến thuật thuần túy.
Một số vũ khí của Pathet Lào đã được bàn giao, và hai tiểu đoàn của quân Pathēt Lào trên danh nghĩa được chỉ định là đơn vị của Quân đội Hoàng gia Lào. Phần lớn lực lượng Pathet Lào, do Kaysone chỉ huy, đã rút về các căn cứ ở biên giới Việt Nam để chờ đợi sự phát triển. Việt Nam Dân chủ Cộng hòa cũng tiếp tục sử dụng những ngọn núi vùng biên giới làm nơi trú ẩn và tuyến đường vận chuyển an toàn (sau này được gọi là đường mòn Hồ Chí Minh).
Chính phủ Hoàng gia Lào đã làm ngơ trước điều này thay vì mạo hiểm sự thống nhất chính phủ của mình, nhưng CIA hoàn toàn biết về những sự thật này. Viện trợ của Hoa Kỳ, do Cơ quan Viện trợ Quốc tế Hoa Kỳ (USAID) chỉ đạo, tiếp tục với tốc độ 40 triệu đô la một năm (ở một quốc gia 3 triệu dân), nhưng cố tình bỏ qua Bộ Kế hoạch và Tái thiết của Souphanouvong và được chuyển đến Quân đội và các chính trị gia thân thiết.

### Hoa Kỳ can thiệp
Để mở rộng sự ngăn chặn thuyết domino, Hoa Kỳ cùng Anh, Pháp, Úc, New Zealand, Pakistan, Philippines, Thái Lan đã thành lập khối quân sự SEATO (Tổ chức Hiệp ước Đông Nam Á). Ngày 8 tháng 9 năm 1954, các nước này ký Hiệp ước phòng thủ Đông Nam Á. Điểm 4 của Hiệp ước này ghi:"trong trường hợp có xâm lược hay tiến công vũ trang chống lại những nước thành viên, các nước ký kết sẽ cùng nhau hành động"... Một điều khoản phụ nêu những nước cần SEATO bảo vệ để chống "xâm lược" và "lật đổ" trong đó có cả Lào. Với việc đặt Lào trong khối bảo trợ của Đông Nam Á, Hoa Kỳ và các nước này đã hợp pháp hóa việc chuẩn bị can thiệp vào Đông Dương.
Đi đôi với biện pháp quân sự, để nắm dân, mở rộng khu vực kiểm soát, Hoa Kỳ và chính phủ Hoàng gia Lào đẩy mạnh các cuộc càn quét, dồn dân lập ra các "khu chấn hưng", "làng đoàn kết" nhằm mục đích giành dân, cô lập lực lượng cộng sản.
Cùng với viện trợ quân sự, kinh tế, Mỹ cho thành lập hệ thống cố vấn nắm quyền chỉ huy điều hành các chính quyền thân Mỹ phục vụ cho kế hoạch xâm lược của Mỹ ở Việt Nam và Lào. Trong mỗi giai đoạn chiến tranh, các tổ chức cố vấn Mỹ đều có sự thay đổi về tên gọi để phù hợp với tình hình cụ thể. ở miền Nam Việt Nam, Mỹ thành lập tổ chức MAAG (Nhóm cố vấn hỗ trợ quân sự) từ năm 1950 khi còn làm nhiệm vụ viện trợ giúp Pháp. Đến giữa năm 1956, Mỹ cho thành lập ở Sài Gòn bốn tổ chức cố vấn với những tên gọi khác nhau MAAG, TRIM, CATO, TERM. Đồng thời cũng thiếp lập MAAG ở Lào từ năm 1961 để thay thế cho Văn phòng Đánh giá Chương trình. Sau đó bị các nước lên án, Hoa Kỳ đã thay thế bằng Văn phòng Thiết yếu (Requirements Office, RO) năm 1962 để tiếp tục cung cấp cho Quân đội Hoàng gia Lào các loại vũ khí và vật tư để hỗ trợ nỗ lực chiến tranh. 

### Lào trung lập (1958-1959)
Do tham nhũng trong việc phân phối viện trợ quốc tế khiến chính phủ của Souvanna Phouma sớm gặp khó khăn. Mỹ và các nhà tài trợ viện trợ khác đã nhấn mạnh vào việc cải cách tiền tệ để ngăn chặn tình trạng lạm phát phi mã mà chính họ đã gây ra do bơm tiền vào một nền kinh tế kém phát triển như vậy. Souvanna Phouma đã chống lại, vì sợ rằng sự mất giá sẽ ảnh hưởng đến người dân Lào.
Ngày 4 tháng 5 năm 1958, các cuộc bầu cử tự do đã được tổ chức, và Tập hợp Nhân dân Lào (Lao Luam Lao) được thành lập với sự hợp nhất của Đảng Dân tộc Lào (LNP) và Đảng Độc lập Lào (LIP) giành được 36 trong số 59 ghế trong Quốc hội. ICSC-Laos I bị giải tán vào ngày 20 tháng 7 năm 1958. Neo Lao Hak Sat đã giành được 9 ghế trong Quốc hội trong số 21 ghế tranh cử. Souphanouvong đã giành được ghế Viêng Chăn với số phiếu cao nhất so với bất kỳ ứng cử viên nào trong cả nước.
Vào tháng 8 năm 1958, Hoa Kỳ đã đình chỉ các khoản thanh toán viện trợ, liên minh chống cộng và các lực lượng cơ hội trong Quốc hội coi như một tín hiệu để hạ bệ Souvanna Phouma. Thủ tướng Phouma từ chức vào ngày 23 tháng 7 năm 1958, và Phoui Sananikone thành lập chính phủ với tư cách là thủ tướng vào ngày 19 tháng 8 năm 1958. Phoui nhân được sự ủng hộ của Đại sứ quán Hoa Kỳ, đã trở thành Thủ tướng Chính phủ, và các bộ trưởng Pathet Lào không được bổ nhiệm lại. Bộ trưởng Quốc phòng mới là Phoumi Nosavan, một người cánh hữu có liên hệ chặt chẽ với người Mỹ. Dưới sự chỉ huy của ông, quân đội một lần nữa trở thành lực lượng chống cộng. Hai tiểu đoàn cũ của Pathet Lào ngay lập tức quay trở lại Pathet Lào.
Vào tháng 12, Phoumi đã đình chỉ một phần hiến pháp và bắt đầu nằm quyền dưới quyền hạn khẩn cấp, ông đã sử dụng để thanh trừng những người ủng hộ Pathet Lào khỏi chế độ dân sự, và bắt giữ Souphanouvong và các lãnh đạo Pathet Lào khác ở Viang Chan. Vào tháng 7 năm 1959, giao tranh đã sớm nổ ra trên khắp đất nước. Vào thời điểm này, vị vua lớn tuổi Sisavang Vong đời và được kế vị bởi con trai của ông là Savang Vatthana, người thân Mỹ tương tự như cha ông thân Pháp, và nổi tiếng với lời tiên tri rằng ông sẽ là vị vua cuối cùng của Lào.

### Việt Nam hỗ trợ
Sau khi Pathet Lào được sát nhập vào Quân đội Hoàng gia Lào, Hoa Kỳ cho rằng đây là một nguy cơ tiềm tàng việc không thực hiện các biện pháp bảo vệ "sàng lọc và tái cấu trúc". Đại sứ quán Hoa Kỳ được chỉ thị thông báo với chính phủ rằng rất khó để được Quốc hội chấp thuận viện trợ cho Lào với những người cộng sản trong Quân đội Hoàng gia Lào.
Chính phủ liên hiệp với mục tiêu đem lại hòa bình cho nước Lào đã được thành lập nhưng đế quốc Mỹ và tay sai vẫn ra sức thi hành chính sách khủng bố đối với cán bộ cách mạng và những người có tư tưởng hòa bình, tiến bộ. Nhiều cán bộ và thường dân Lào ở các tỉnh biên giới chạy sang Việt Nam lánh nạn.
Để tạo điều kiện giúp cách mạng Lào, tháng 12 năm 1958, các đơn vị Quân đội Nhân dân Việt Nam tiến vào Lào và đánh chiếm một số bản ở huyện Sê Pôn, gần khu phi quân sự DMZ. Việt Nam Dân chủ Cộng hòa bắt đầu treo cờ của họ trên lãnh thổ và chính thức tuyên bố rằng nó là một phần của Việt Nam trong lịch sử.
Đối với tiền lệ, đây là một tuyên bố khiêm tốn nhất định - tuy nhiên, Việt Nam Dân chủ Cộng hòa đại diện cho việc đơn phương giải thích lại bản đồ của Pháp được Ủy ban Đình chiến Trung Giã sử dụng vào mùa hè năm 1954 để vẽ DMZ. Phoui nhận được quyền hạn bất thường từ Quốc hội để đối phó với cuộc khủng hoảng. Nhưng họ không hành động được gì, thất bại trong việc giành lại lãnh thổ đã mất đã dẫn tới uy tín đối với những người theo chủ nghĩa dân tộc Lào, những người đang hy vọng vào mức độ hỗ trợ lớn hơn của Hoa Kỳ.
Trước khi sự hợp nhất cuối của 1,500 quân Pathet Lào (hai tiểu đoàn) vào Quân đội Hoàng gia Lào diễn ra theo kế hoạch vào tháng 5 năm 1959, Pathet Lào đã trì hoãn buổi lễ hợp nhất để phản đối sự nghi kỵ của Chính phủ Hoàng gia Lào.
Cuối tháng 5, một trong hai tiểu đoàn Pathet Lào đóng quân gần Cánh đồng Chum đào thoát, sau đó là một tiểu đoàn gần Louangphrabang. Sự kiện này báo hiệu một sự nối lại của các hành động thù địch. Vào tháng 7, chính phủ của Phoui, sau những cuộc thảo luận kéo dài trong nội các, đã ra lệnh bắt giữ các đại biểu Mặt trận Tổ quốc Lào (LPF) tại Viêng Chăn - Souphanouvong, Nouhak, Phoumi Vongvichit, Phoun Sipaseut, Sithon Kommadan, Singkapo, và những người khác. Tiao Souk Vongsak trốn thoát không bị bắt.

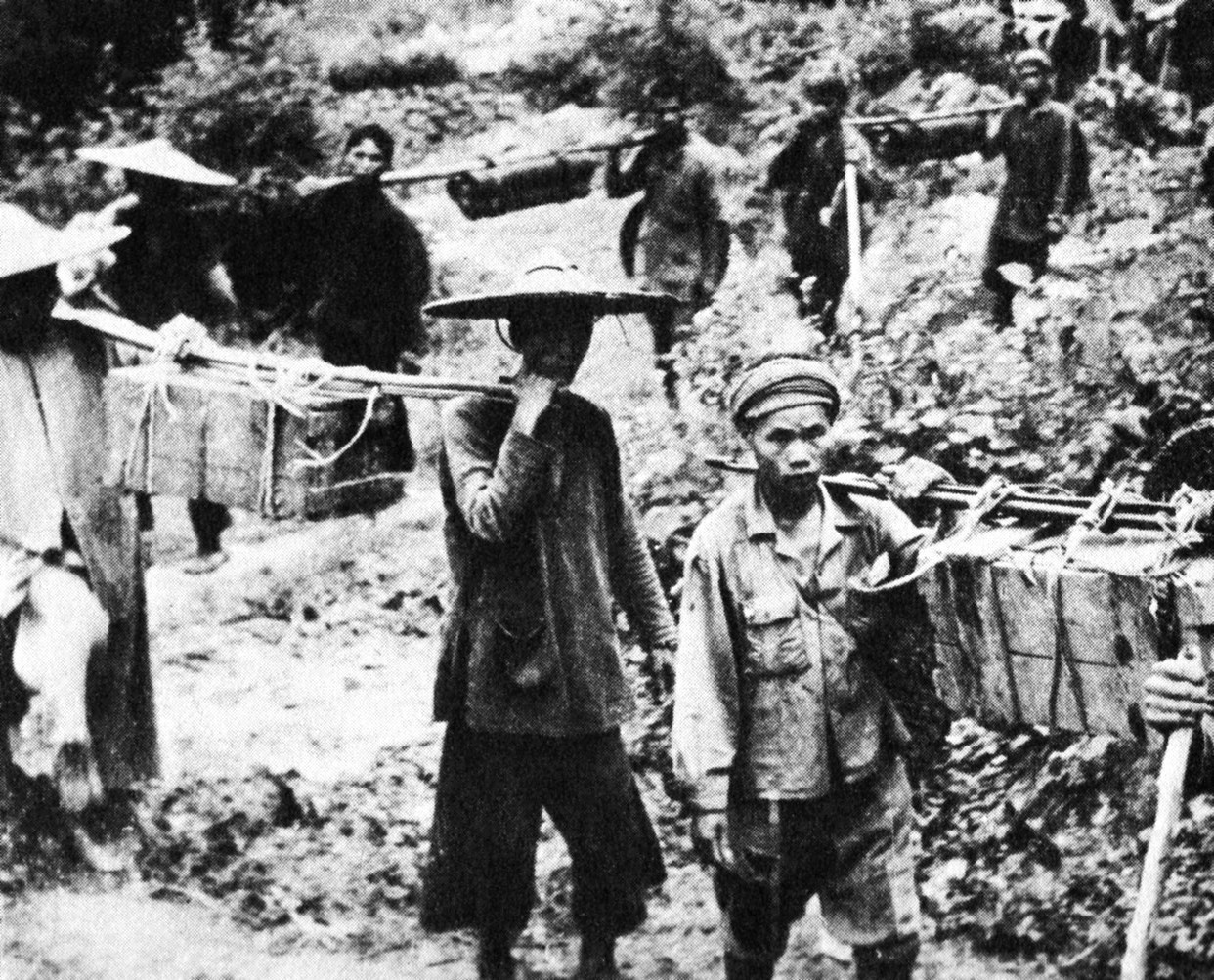
Đường mòn Hồ Chí Minh đã được người Việt Nam và người Lào sử dụng từ thuở sơ khai. Đường mòn Hồ Chí Minh khoảng năm 1959

Đầu tháng 7 năm 1959, Bộ Chính trị Trung ương Đảng Lao động Việt Nam và Bộ Chính trị Trung ương Đảng Nhân dân Lào quyết định phối hợp mở đợt hoạt động quân sự trong mùa mưa năm 1959, lấy Tiểu đoàn 2 Pathet Lào làm nòng cốt chiến đấu, chuyển từ đấu tranh công khai hợp pháp sang đấu tranh vũ trang trên toàn quốc, đẩy mạnh chiến tranh du kích, giành lại chính quyền ở thôn, bản, vận động thanh niên tòng quân, xây dựng bộ đội chủ lực và phát triển lực lượng vũ trang địa phương, chuẩn bị chiến đấu lâu dài. Đồng thời liên hệ đón số binh sĩ cũ của Tiểu đoàn 1 phân tán ở khu vực Xiêng Ngân ra vùng căn cứ, bổ sung quân số, khôi phục lại tiểu đoàn.
Bộ Tổng Tham mưu Quân đội Nhân dân Việt Nam đề xuất phương án hoạt động quân sự ở Lào. Hướng chiến lược chủ yếu là Thượng Lào, lấy hai tỉnh Sầm Nưa và Phôngsali làm căn cứ. Trung Lào là hướng hoạt động phối hợp, Hạ Lào thì xây dựng lực lượng chính trị, quân sự bí mật rồi tiến tới đấu tranh vũ trang. Phương châm hoạt động là kết hợp quân sự với chính trị, tác chiến tuyên truyền với xây dựng.
Thực hiện chủ trương giúp Lào mở đợt hoạt động trong mùa mưa năm 1959, Tổng Quân ủy Việt Nam chỉ thị cho Quân khu Tây Bắc (nay là Quân khu 2) và Quân khu 4 cử một số đơn vị cấp đại đội, tiểu đoàn, phối hợp với các đơn vị Pathet Lào tiến công một số cứ điểm của địch ở sát biên giới Việt - Lào, sau đó chia thành ba bộ phận theo ba hướng trở về Lào chiến đấu. Bộ phận thứ nhất gồm Tiểu đoàn 2, do Kaysone trực tiếp chỉ đạo; Lê Chưởng, phụ trách Đoàn trưởng Đoàn cán bộ Việt Nam giúp Lào cùng đi với tiểu đoàn tiến từ Đông Nam Sầm Nưa lên vùng Đông Nam Xiêng Khoảng (hướng chủ yếu). Bộ phận thứ hai, gồm Tiểu đoàn 4, do Khamtai Siphandon trực tiếp chỉ đạo, tiến từ Mương Xon - Bắc Sầm Nưa, Phôngsali - Luang Phrabang đến Xiêng Ngân (hướng thứ yếu). Bộ phận thứ ba do một đại đội của Tiểu đoàn 1 phụ trách từ Bắc đường 8 đến đường 12 - Khăm Muộn (hướng phối hợp). Các Tiểu đoàn 1, 2, 4 đều có một tổ chuyên gia và bộ phận điện đài đi cùng theo từng hướng. Các cuộc tấn công đã thiết lập chiến thuật, quân đội Nhân dân Việt Nam cùng Pathet Lào tấn công các cứ điểm, sau đó rút lui và để cho Pathet Lào giữ các vị trí vừa được chiếm. Chiến thuật này tạo ra sự che giấu việc Quân đội Nhân dân Việt Nam can thiệp vào công việc của Lào. Nên ngày 6 tháng 11 năm 1959, Tiểu ban điều tra tình hình Lào của Liên hợp quốc báo cáo Hội đồng Bảo an Liên hợp quốc xác nhận không có Quân đội Nhân dân Việt Nam xâm lược Lào. Đồng thời được sự hỗ trợ của các đơn vị Pathet Lào, nhân dân các địa phương đã nổi dậy, giải phóng một số huyện vùng rộng lớn giáp biên giới.
Những lời đồn về Quân đội Nhân dân Việt Nam ở các vùng lân gây tác động đáng sợ đến tinh thần chiến đấu của Quân đội Hoàng gia Lào, và lực lượng địa phương. Ở vùng núi tỉnh Houaphan vào mùa hè năm đó có một đại úy quân đội Hoàng gia Lào trẻ tuổi tên là Kong Le. Kong Le năm quyền hai đại đội thuộc Tiểu đoàn Nhảy Dù số hai đi tuần tiễu hầu khu vực giáp biên giới Việt Nam. Khi quay trở lại Sầm Nưa mà không gặp địch, nhưng đã thấy rằng các đồn tan hoang, nên đã tháo chạy khỏi thị trấn.
Chiến lược của Đảng Lao động Việt Nam hiện đã quyết định xâm nhập miền Nam Việt Nam. Đồng thời, Đảng cũng vạch ra một nhiệm vụ là hỗ trợ Đảng Nhân dân Lào, bên cạnh nhiệm vụ của Đảng Nhân dân Lào là lãnh đạo cuộc cách mạng ở Lào. Chiến lược tiến về phía Nam của Hà Nội đã mở những con đường đầu tiên xuyên qua địa hình cực kỳ hiểm trở của huyện Sê Pôn vào giữa năm 1959, nơi đã trở thành Đường mòn Hồ Chí Minh.
Ngày 12 tháng 9 năm 1959, Bộ Quốc phòng Việt Nam ra Quyết định số 446-QĐ/QP thành lập Đoàn 959 (còn gọi là Đoàn công tác miền Tây). Nhiệm vụ: làm chuyên gia về quân sự cho Quân ủy Trung ương và Bộ Chỉ huy tối cao Quân giải phóng Nhân dân Lào, tổ chức chi viện vật chất của Việt Nam cho cách mạng Lào và trực tiếp chỉ huy các đơn vị quân tình nguyện Việt Nam hoạt động ở khu vực Sầm Nưa, Xiêng Khoảng, Viêng Chăn. Đoàn sẽ tiếp tục tồn tại cho đến năm 1968, khi Quân đội Nhân dân Việt Nam trực tiếp chiến đấu và lực lượng Pathet Lào đã lớn mạnh.

## Lào thất bại trong việc trung lập (1960-1964)

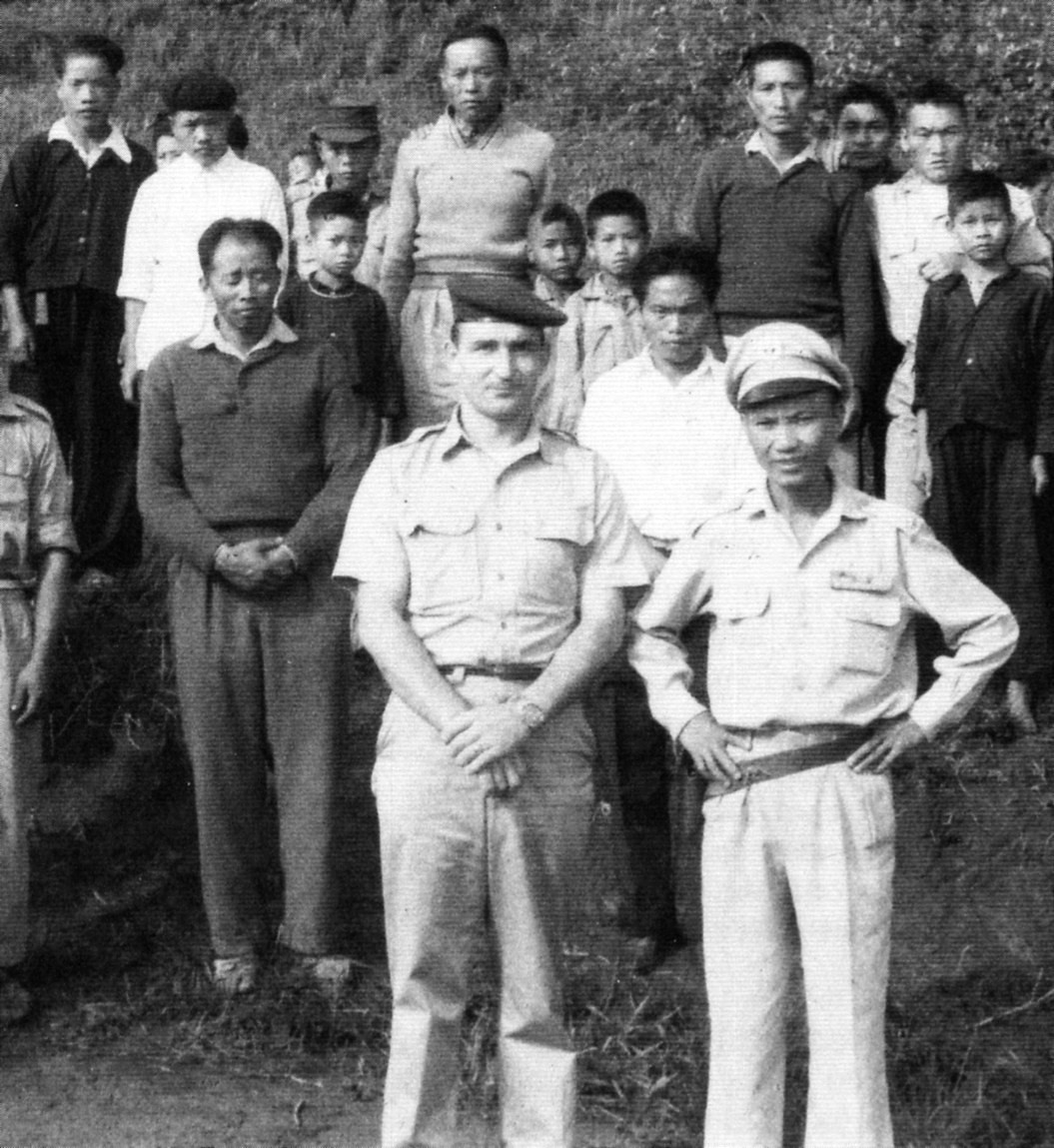
Trung tâm huấn luyện Lực lượng vũ trang Lào tại Khang Khai, Lào, tháng 3 năm 1960

Bất chấp sự đàn áp Pathet Lào, chính phủ của Phoui đã không trao cho những người cực hữu quyền lực mà họ muốn, vào tháng 12/1959, Phoumi Nosavan đã tổ chức cuộc đảo chính quân sự đầu tiên của Lào. Viêng Chăn bị chiếm đóng và Phoui bị bắt, nhưng Phoumi buộc phải rút lui khi Nhà vua, trước sự thúc giục của các đại sứ phương Tây, từ chối bổ nhiệm ông làm Thủ tướng, và đã bổ nhiệm Kou Abhay làm Thủ tướng. Một thỏa hiệp đã đạt được theo đó một người họ hàng của hoàng gia, Hoàng thân Somsanith Vongkotrattana, trở thành Thủ tướng danh nghĩa trong khi Phoumi vẫn giữ chức Bộ trưởng Quốc phòng và trở thành người có quyền lực thực sự trong chính phủ.
Chính phủ mới đã ngay lập tức bối rối trước cuộc vượt ngục đầy kịch tính của Souphanouvong và các nhà lãnh đạo Pathet Lào khác khỏi nhà tù, ngày 24/5/1960, họ đã giác ngộ binh lính, sĩ quan canh gác trại giam, đồng thời những người đã cùng họ về căn cứ cách mạng. Chính phủ cũng bị phản đối bởi các phần tử quân đội tiếp tục ủng hộ Souvanna Phouma và các chính sách trung lập của ông.
Ngày 9 tháng 8 năm 1960, Đại úy Kong Le tổ chức một cuộc đảo chính chớp nhoáng, yêu cầu Quốc hội họp và phục hồi Souvanna Phouma. Đối mặt với một đám đông giận dữ ủng hộ cuộc đảo chính, Quốc hội chấp thuận và Souvanna Phouma thành lập chính phủ thứ ba của mình. Văn phòng Đánh giá Chương trình đã được Air America sơ tán ngay lập tức. Trong nỗ lực vô hiệu hóa phe đối lập cánh hữu, Souvanna Phouma đề nghị đưa Phoumi Nosavan vào chính phủ mới, nhưng thay vào đó, Phoumi đã xuống phía nam để cùng Boun Oum Na Champasak thành lập một "Ủy ban Cách mạng" chống cộng với sự hậu thuẫn của Hoa Kỳ.
Cuộc đảo chính của Kong đã chia rẽ quân đội, với một số đơn vị đồn trú ủng hộ ông và một số hỗ trợ Phoumi. Tuy nhiên, vì người Mỹ đang chi trả chi phí cho quân đội, các đơn vị của Kong không thể trụ vững được lâu, và không còn lựa chọn nào khác ngoài việc tìm kiếm liên minh với Pathet Lào, một động thái mà Souvanna Phouma ủng hộ bằng cách bay đến trụ sở Pathet Lào tại vùng núi Sầm Nưa để đưa ra lời kêu gọi chung với Souphanouvong về sự thống nhất và trung lập của Lào. Đây là một cuộc đảo chính mang tính tuyên truyền lớn đối với Pathet Lào, và dẫn đến một cuộc tiến công mới của Pathet Lào - Việt, vốn đã sớm chiếm hầu hết miền bắc và miền đông của Lào.
Lần đầu tiên Pathet Lào bắt đầu nhận được viện trợ quân sự và tài chính đáng kể của Liên Xô, và các cố vấn Liên Xô đã xuất hiện ở Lào. Đối với Mỹ, đây là một tín hiệu cho một cuộc chiến toàn diện. Viện trợ ồ ạt được gửi đến Phoumi và Boun Oum ở phía nam, vào tháng 10, họ tiến về phía Viêng Chăn. Số lượng đại biểu cần thiết của Quốc hội đã họp tại Savannakhet và tuyên bố Souvanna Phouma bị phế truất và thay thế bởi Boun Oum. Vào tháng 12, đội quân cực hữu tiến đến Viêng Chăn và sau ba ngày giao tranh ác liệt, trong đó có khoảng 500 người bị chết, đã chiếm được thành phố. Souvanna Phouma chạy sang Campuchia, trong khi lực lượng của Kong rút lui đến các khu vực Pathet Lào, hiện đã chiếm một phần lớn đất nước.
Tại thời điểm này, bầu không khí chính trị quốc tế thay đổi với sự kết thúc của Chính quyền Eisenhower và lễ nhậm chức của John F. Kennedy. Chính quyền Kennedy có quan điểm rằng lợi ích của Mỹ được phục vụ tốt nhất bằng cách chấm dứt xung đột Lào thông qua việc thực thi các hiệp định Geneva năm 1956, một chính sách mà Kennedy đã đồng ý tại hội nghị thượng đỉnh của ông với Nikita Khrushchev ở Vienna vào tháng 6 năm 1961. Kết quả là hội nghị Geneva được triệu tập lại, nhưng cả người Mỹ và người Liên Xô đều gặp một số khó khăn để "những con rối" của họ đồng ý thỏa hiệp. Phoumi và Boun Oum lo sợ rằng bất kỳ thỏa thuận nào sẽ cướp đi chiến thắng quân sự của họ và đưa Souvanna Phouma thất thế trở lại nắm quyền. Các mối đe dọa nghiêm trọng từ Đại sứ quán Hoa Kỳ và quân đội Thái Lan đã buộc họ phải tuân thủ.
Pathet Lào tin rằng họ đang trên đà chinh phục toàn bộ đất nước, và cuối năm 1961, họ bắt đầu một cuộc tấn công ở tỉnh Luang Namtha, nhanh chóng đánh tan lực lượng Phoumi. Kỷ luật cộng sản được tổ chức và họ đồng ý với một thỏa hiệp mà họ không có niềm tin thực sự. Vào tháng 6, Souvanna Phouma, Souphanouvong và Boun Oum gặp nhau tại Cánh đồng Chum và đồng ý thành lập một chính phủ gồm 11 người trung lập, 4 cánh hữu và 4 Pathet Lào. Boun Oum rút lui khỏi chính trường, Souphanouvong và Phoumi trở thành phó thủ tướng trong chính phủ thứ tư của Souvanna Phouma, nhậm chức vào tháng 6 năm 1962 với sự ủng hộ của tất cả các phe phái.
Ngày 26/6/1962, Bộ Tổng Tham mưu Quân đội nhân dân Việt Nam chỉ thị ngừng hoạt động quân sự ở Lào. Trước những diễn biến chính trị mới ở Lào, nhận thấy, nếu Việt Nam tiếp tục hoạt động quân sự sẽ không có lợi về chính trị, Phó Tổng Tham mưu trưởng Quân đội nhân dân Việt Nam Lê Trọng Tấn điện chỉ thị cho Quân khu 4 và Quân khu 3 nêu rõ: chủ trương hiện nay, đình chỉ mọi hoạt động quân sự (kể cả tiễu phỉ), nhưng phải cảnh giác đề phòng địch tấn công. Nếu địch đánh ra thì điện thẳng cho Bộ Tổng Tham mưu và Pathet Lào để kịp thời đấu tranh với địch. Cần có biện pháp tích cực vận động Phoumi không hoạt động quân sự, không đánh lấn ra, quân đội giữ nguyên vị trí, thi hành lệnh ngừng bắn của Chính phủ liên hiệp. Đồng thời Cục Tác chiến Bộ Tổng Tham mưu Quân đội nhân dân Việt Nam chuẩn bị kế hoạch rút quân khỏi Lào, lập kế hoạch củng cố lực lượng vũ trang cho Pathet Lào.
Ngày 23/7/1962, Ngoại trưởng 14 nước tham dự Hội nghị Geneva mở rộng ký kết các văn kiện. Trong văn kiện thứ nhất, các nước tham dự hội nghị đã xác nhận lại và phát triển thêm những nguyên tắc căn bản đã được ghi trong Hiệp định Geneva 1954 về Đông Dương, quy định nghĩa vụ phải nghiêm chỉnh tôn trọng nền độc lập, thống nhất, chủ quyền và toàn vẹn lãnh thổ của Lào, cam kết không can thiệp bằng bất cứ cách nào vào công việc nội bộ của Lào, không đề nghị hoặc thúc ép Lào tham gia vào bất cứ liên minh quân sự nào không phù hợp với nền trung lập của Lào. Trong Nghị định thư, các nước nêu ra một số nguyên tắc cơ bản để giải quyết hoà bình vấn đề Lào. Nghị định thư quy định thời hạn rút quân và nhân viên quân sự nước ngoài ra khỏi lãnh thổ Lào, quyền hạn và chức năng của Ủy ban Giám sát và Kiểm soát quốc tế ở Lào cũng như mối quan hệ của cơ quan này với Chính phủ Vương quốc Lào.
Tuy nhiên, ngay cả trước khi chính phủ của Liên hiệp thứ hai nhậm chức, các nhà tài trợ Mỹ đã mất niềm tin vào giá trị của nó. Khi Chiến tranh Việt Nam bắt đầu leo thang, việc sử dụng đường mòn Hồ Chí Minh làm tuyến đường tiếp tế từ miền Bắc Việt Nam cho các lực lượng cộng sản ở miền Nam ngày càng tăng, và Hoa Kỳ cho rằng Việt Nam không có ý định rút quân khỏi Lào khi họ đã hai lần đồng ý thực hiện tại Hiệp định Geneva.

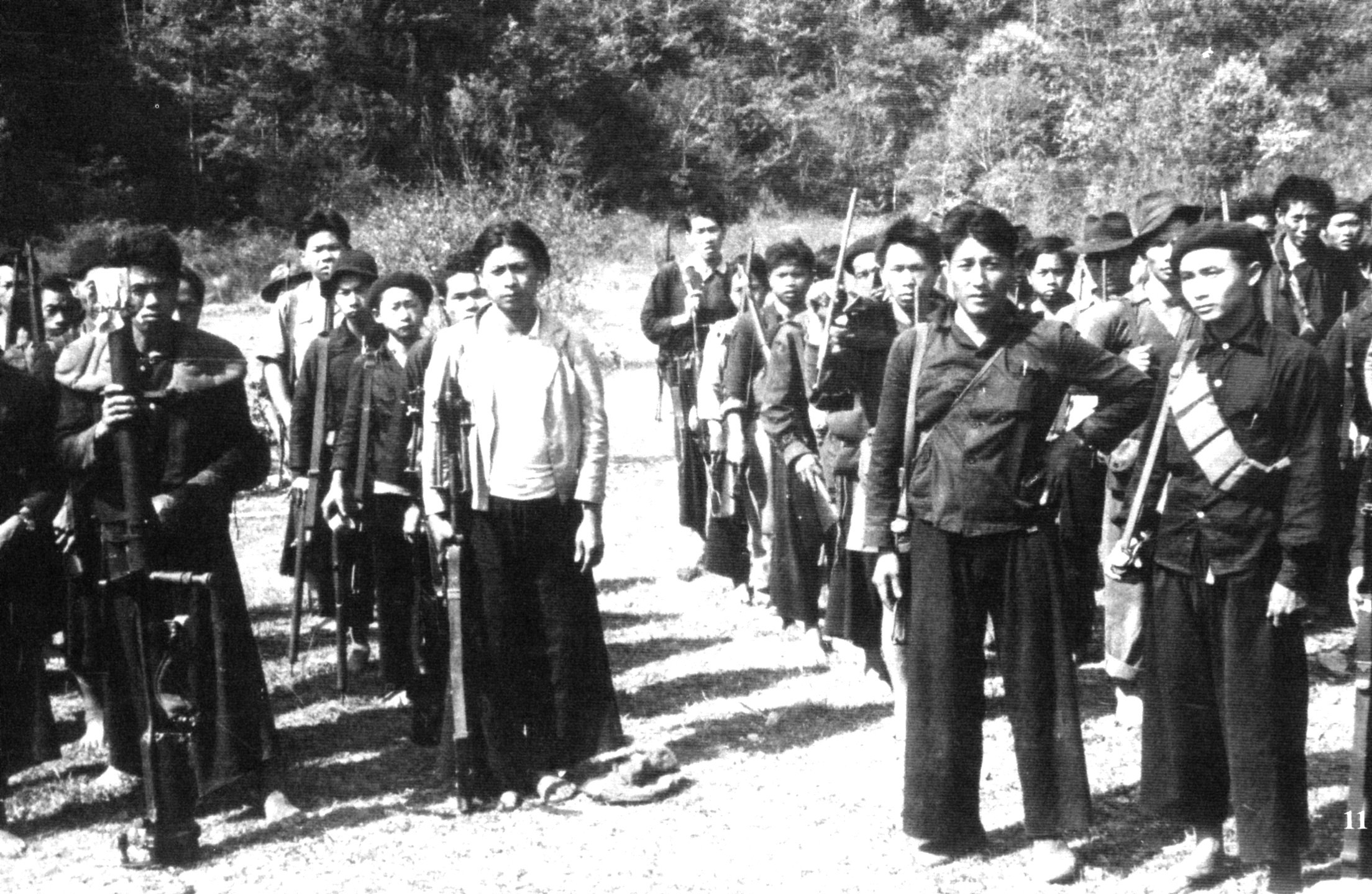
Đội quân du kích người Hmong chống cộng sản năm 1961.

Đối với Việt Nam Dân chủ Cộng hòa, tuyến đường Hồ Chí Minh là con đường huyết mạch vận chuyển hàng hóa vào miền nam Việt Nam. Vào cuối năm 1962, việc ngăn chặn điều này cũng trở nên cần thiết đối với Hoa Kỳ. Liên Xô và Việt Nam tiếp tục công khai viện trợ cho Pathet Lào, trong khi Hoa Kỳ tiếp tục trang bị và huấn luyện các lực lượng không thường xuyên người Hmong dưới quyền của Vang Pao ở Cánh đồng Chum. Không có nỗ lực nào để tái hợp nhất các khu vực Pathet Lào với phần còn lại của Lào, và Pathet Lào không giải giáp lực lượng.
Các lực lượng trung lập, do Kong chỉ huy, đã đồng ý chấp nhận viện trợ của Hoa Kỳ, điều này đã gây ra sự chia rẽ trong hàng ngũ trung lập, và một số sẽ gia nhập Pathet Lào. Đến tháng 4 năm 1963, giao tranh lại nổ ra ở Cánh đồng Chum. Vào cuối năm, giao tranh đã lan rộng, Pathet Lào một lần nữa tiến lên, và những người trung lập đang bị loại bỏ như một lực lượng chính trị và quân sự. Vào tháng 4 năm 1964, có một nỗ lực khác nhằm vào một cuộc đảo chính cánh hữu, do tướng Kupasit Athai, tư lệnh Viêng Chăn và một đồng minh của Phoumi. Souvanna Phouma bị bắt trong thời gian ngắn, nhưng khi Hoa Kỳ từ chối ủng hộ cuộc đảo chính, cuộc đảo chính đã sụp đổ, nhưng các bộ trưởng của Pathet Lào đã rời thủ đô và không quay trở lại, kết thúc chính phủ Liên hiệp.

### Xung đột
Cuộc xung đột được chia thành năm quân khu:
Quân khu I tại Luang Prabang do hoàng gia và cựu Tổng tư lệnh quân đội Hoàng gia Lào, Tướng Oune Rathikul, thống lĩnh. Tư lệnh khu vực là Chuẩn tướng Tiao Sayvong, em cùng cha khác mẹ với nhà vua. Vùng này nằm ở Tây Bắc Lào và bao gồm bốn tỉnh: Phong Saly, Houa Khong, Sayaboury và Luang Prabang.
Quân khu II, vùng Đông Bắc Lào, do Thiếu tướng Vang Pao, anh hùng chiến tranh du kích người Hmông của Lào đảm nhiệm. Nó bao gồm hai tỉnh: Houa Phan (Samneua) và Xieng Khouang. Trụ sở chính ở Long Cheng, phía tây bắc Cánh đồng Chum.
Quân khu III miền Trung Lào đặt trụ sở chính tại Savannakhet và bao gồm hai tỉnh; Khammouane (Thakitek) và Savannakhet. Vùng này được chỉ huy bởi tướng Bounpon và sau đó là Chuẩn tướng Nouphet Dao Heuang, vào tháng 7 năm 1971. Quyền lực thực sự ở vùng này là gia tộc Insixiengmay do Bộ trưởng Leuam Insixiengmay, Phó Thủ tướng kiêm Bộ trưởng Bộ Giáo dục (vợ ông là chị gái của mẹ bouanphan là vợ của Chao Boun oum na champasack).
Quân khu IV, với sở chỉ huy tại Pakse, bao gồm sáu tỉnh Nam Lào: Saravane, Attopeu, Champassak, Sedone, Khong Sedone và Sithandone (Đảo Khong). Nó được thống trị bởi gia đình Nachampassak do Hoàng tử Boun Oum Nachampassak lãnh đạo. Tư lệnh Quân khu IV là Thiếu tướng Phasouk Rassaphak, một thành viên của gia tộc Champassak. Ông đã chỉ huy khu vực này trong gần một thập kỷ rưỡi cho đến khi cuối cùng được thay thế bởi tác giả, Chuẩn tướng Soutchay Vongsavanh, vào tháng 7 năm 1971.
Quân khu V bao gồm các tỉnh Borikhane và Vientiane, tỉnh thủ đô của Lào, có trụ sở chính tại Trại quân đội Chinaimo và do Thiếu tướng Kouprasith Abhay lãnh đạo cho đến khi được Chuẩn tướng Thongligh Chokbeng Boun thay thế vào tháng 7 năm 1971.

## Nội chiến Lào (1964-1975)

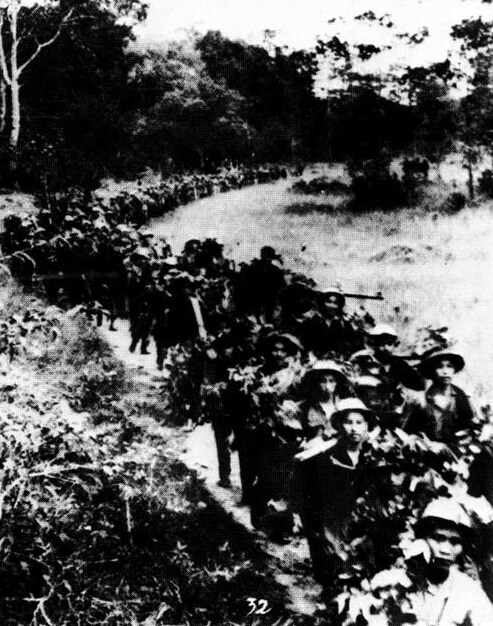
Bộ đội Bắc Việt Nam hành quân qua Lào, năm 1967

Từ năm 1964 đến năm 1968, xung đột ở Lào về cơ bản là giữa các lực lượng chính phủ do Hoa Kỳ hỗ trợ và Pathet Lào, được Việt Nam Dân chủ Cộng hòa hỗ trợ.  Pathet Lào trong thời gian này không phải là mối đe dọa thực sự đối với chính phủ. Vấn đề thực sự của chính phủ là tham nhũng và chủ nghĩa lãnh chúa trong quân đội hoàng gia. Các chỉ huy quân khu đã không phối hợp với nhau một cách hiệu quả và dành nhiều thời gian cho đấu đá chính trị hơn là chiến đấu với Pathet Lào. Souvanna Phouma tiếp tục thảo luận về một nước Lào được trung lập hóa, và cả hai bên đều ủng hộ lý tưởng này, nhưng cả hai đều không sẵn sàng nhường bất kỳ phần nào trong vị trí chiến lược của mình để đạt được điều đó. Đặc biệt, Việt Nam Dân chủ Cộng hòa đang sử dụng phần đất quanh khu vực biên giới Việt Nam để phát triển hệ thống đường mòn vận tải chiến lược, nên không có ý định để chính phủ hoàng gia chiếm đóng.
Souvanna Phouma vẫn tại vị mặc dù thường xuyên bị đe dọa từ chức. Hoa Kỳ không còn bận tâm đến việc phản đối quan điểm trung lập của ông bởi vì, với tư cách là người chi trả cho quân đội Lào, họ có thể phớt lờ ông. Mặt khác, Việt Nam Dân chủ Cộng hòa coi Lào là một nước láng giềng kém phát triển cần sự hỗ trợ của họ và tiếp tục nỗ lực lật đổ chính phủ.
Năm 1968, Quân đội Nhân dân Việt Nam đã chuyển lực lượng Pathet Lào sang một bên và tiếp quản cuộc chiến. Vào tháng Giêng, Việt Nam Dân chủ Cộng hòa đã gửi Sư đoàn 316 của mình tiến về Thung lũng Nambac, nơi có bảy đơn vị quân đội tốt nhất của chính phủ. Thung lũng bị bao vây và bị pháo kích cho đến khi căn cứ cuối cùng thất thủ. Trận chiến đã kết thúc thực sự vai trò của Quân đội Hoàng gia Lào trong nhiều năm tiếp theo. Trong khi Pathet Lào là một lực lượng kém hiệu quả đã được Quân đội Nhân dân Việt Nam trang bị pháo binh dã chiến và xe tăng do Liên Xô cung cấp đã vượt qua bất cứ điều gì mà Quân đội Lào có thể đối phó. Chính phủ đã giải tán tất cả các lực lượng lớn hơn quy mô của một tiểu đoàn và rút lui khỏi cuộc xung đột.
Từ năm 1968 đến năm 1973, chiến tranh ở Lào ngày càng leo thang. Nó đã trở thành một chiến trường trong cuộc chiến giữa Hoa Kỳ và Việt Nam Dân chủ Cộng hòa. Về phía chính phủ, CIA đã huấn luyện lực lượng dân quân Hmong và quân đội Thái Lan, và về phía cộng sản, Quân đội Nhân dân Việt Nam hỗ trợ Pathet Lào. Lào được chia thành hai khu vực: một khu vực - bao gồm khoảng 2/3 diện tích Lào nhưng chỉ chứa khoảng 1/4 dân số - được kiểm soát hiệu quả bởi Pathet Lào, và khu vực kia - bao gồm nhiều hơn một chút so với Thung lũng Mekong nhưng có  phần lớn dân số Lào - được kiểm soát hiệu quả bởi chính phủ do Mỹ hậu thuẫn.
Pathet Lào, vì những lý do đã thảo luận trước đó, sẵn sàng cộng tác trong việc Việt Nam kiểm soát vùng hoạt động của họ.  Họ biết rằng cách duy nhất họ có thể phát triển cách mạng ở Lào là thông qua hộ trợ của cách mạng Việt Nam. Mặc dù người ta thường nói rằng Lào là một tuyến đường tiếp tế quan trọng cho Việt Nam Dân chủ Cộng hòa, nhưng thực tế lại không hoàn toàn gọn gàng như vậy. Một phần Nam Lào hữu ích cho Việt Nam, nhưng Việt Nam đã hỗ trợ cho Pathet Lào phần lớn Lào mà không liên quan gì đến các tuyến đường tiếp tế.

### Mục tiêu của Hoa Kỳ
Mục tiêu của Hoa Kỳ ở Lào là thúc đẩy sự kiểm soát của chính phủ càng xa càng tốt về phía đông. Hoa Kỳ đã tìm cách ngăn chặn các lực lượng Pathet Lào đang cố chiếm đóng Cánh đồng Chum. Sau năm 1968, Hoa Kỳ thực hiện được điều này chủ yếu nhờ lực lượng dân quân Hmong của Vang Pao và các cuộc ném bom lớn vào các các căn cứ cộng sản. Các mục tiêu khác của Hoa Kỳ là thu thập thông tin tình báo và làm gián đoạn việc sử dụng đường mòn Hồ Chí Minh của Việt Nam Dân chủ Cộng hòa, và vì điều này, họ phải dựa vào sức mạnh không quân. Trong thời kỳ này, Lào bị ném bom nặng nề hơn bất kỳ quốc gia nào trong lịch sử: nhiều cơ sở hạ tầng trong khu vực Pathet Lào bị phá hủy và nhiều người phải tị nạn. Các mục tiêu của Việt Nam Dân chủ Cộng hòa còn bị hủy diện cao hơn.  Mục tiêu chính của họ là giữ cho đường mòn Hồ Chí Minh ở phía nam được mở, và ngăn chặn việc Mỹ sử dụng Lào làm căn cứ để đánh phá miền Bắc Việt Nam. Chiến tranh biến tính khi hai bên lần lượt chiếm Cánh đồng Chum.
Năm 1969, Richard Nixon trở thành Tổng thống Hoa Kỳ và bắt đầu quá trình kéo dài hạ nhiệt chiến tranh Việt Nam và tìm kiếm một giải pháp chính trị. Nhưng điều này không đem lại kết quả hòa bình ngay lập tức ở Lào. Chính quyền mới theo đuổi những mục tiêu giống nhau bằng cùng một phương thức, và trên thực tế trong suốt hai năm 1969 và 1970, chiến dịch ném bom nhằm vào miền Bắc Việt Nam và Pathet Lào đã gia tăng cường độ. Đầu năm 1969, Hoa Kỳ cùng lực lượng Hmong của Vang Pao lấn chiếm Cánh đồng Chum trong suốt mùa mưa, khiến Pathet Lào cùng Quân đội Nhân dân Việt Nam phải rút về vùng biên giới. Tuy nhiên, thành công chỉ tồn tại trong thời gian ngắn. Pathet Lào cùng Quân đội Nhân dân Việt Nam đã phát động một cuộc phản công với hai sư đoàn do một lực lượng xe tăng lớn dẫn đầu. Tất cả số vùng đất lấn chiếm trong năm đó đã bị mất về tay quân Pathet Lào.

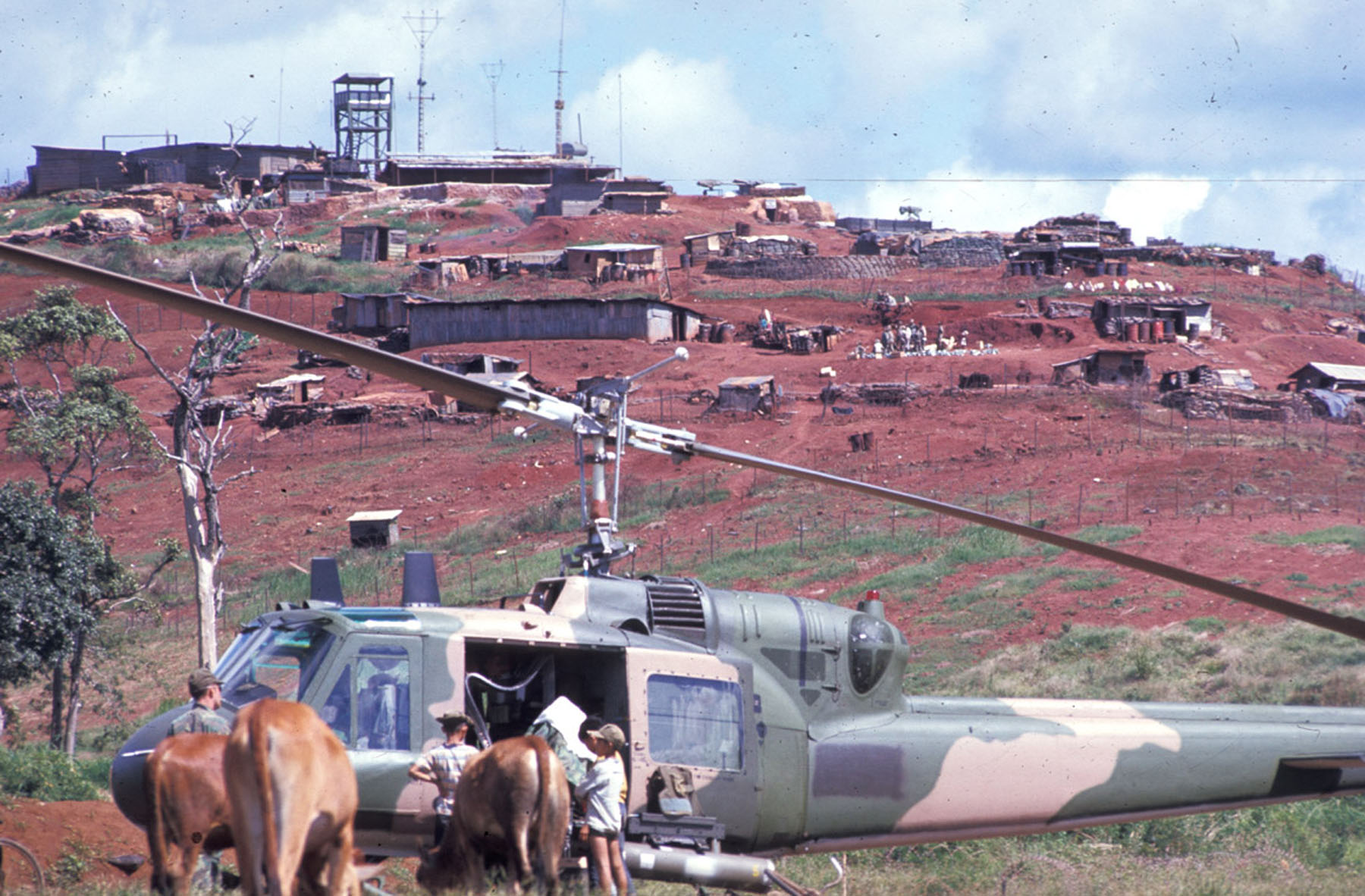
Một chiếc Bell UH-1P của Không quân Hoa Kỳ thuộc Phi đội Tác chiến Đặc biệt số 20 "Green Hornets" tại một căn cứ ở Lào, 1970.

Tháng 3 năm 1970, chính phủ Lon Nol ở Campuchia chấm dứt chính sách phớt lờ sự hiện diện của người Việt Nam tại nước này. Cảng Sihanoukville ở Campuchia, nơi thực sự là một bến tiếp tế của Quân đội Nhân dân Việt Nam trong nhiều năm, đã bị chính phủ đóng cửa. Campuchia sớm sụp đổ trong chiến tranh. Điều này có tác dụng làm cho các tuyến đường tiếp tế từ Bắc Việt Nam qua Lào càng quan trọng hơn đối với Việt Nam. Vào mùa xuân năm 1970, Pathet Lào cùng Quân đội Nhân dân Việt Nam bắt đầu tiến sâu về phía tây Lào. Trong cùng năm, các đơn vị của Quân đội Thái Lan tham gia vào cuộc xung đột. Với tên gọi là Tiểu đoàn Thống nhất về lý thuyết là những người tình nguyện, nhưng thực chất là những lực lượng chính quy Thái Lan.
Năm 1971, Quân đội Hoàng gia Lào tham gia trở lại cuộc xung đột. Việc Quân đội Nhân dân Việt Nam tiến sâu vào đất nước đã phá hủy hiện trạng và khiến Quân đội phải hành động trở lại. Vào tháng 7, lực lượng Thái Lan và các lực lượng không chính quy đã cố gắng lặp lại cuộc tấn công thành công năm 1969 vào Cánh đồng Chum. Nhưng Pathet Lào cùng Quân đội Nhân dân Việt Nam đã học được từ những sai lầm trước đây của họ và rút lui có trật tự trước cuộc tấn công. Trong khi chiếm được nhiều lãnh thổ, không có thiệt hại nghiêm trọng nào cho Quân đội Nhân dân Việt Nam.
Quân đội Thái Lan và các lực lượng không chính quy đã xây dựng một chuỗi công sự ở giữa Cánh đồng Chum. Năm 1971, Hoa Kỳ tài trợ cho một cuộc tấn công vào Nam Lào của quân đội Việt Nam Cộng hòa, với mục đích cắt đứt con đường mòn và củng cố chính quyền Việt Nam Cộng hòa khi Hoa Kỳ rút quân tham chiến. Cuộc xâm lược đã bị Quân đội Nhân dân Việt Nam chống trả một cách gay gắt và bị đánh bại một cách dứt khoát. Pathet Lào cùng Quân đội Nhân dân Việt Nam cũng trả đũa bằng cách chiếm một số tỉnh lỵ mà họ đã bao vây trước đó nhưng không cố gắng chiếm lấy.
Khoảng 50,000 người đã thiệt mạng tại Lào trong cuộc chiến, nhiều người trong số họ là thường dân Lào. Trong khi các dân tộc thiểu số chủ yếu cư trú trên núi của các khu vực Pathet Lào chịu hậu quả khủng khiếp của chiến tranh, thì phần lớn người Lao-Lùm ở các thị trấn ở Thung lũng sông Mê Kông lại ít bị ảnh hưởng về mặt quân sự. Dòng nhân lực và tiền của Hoa Kỳ (ước tính khoảng 500 triệu đô la Mỹ viện trợ riêng) đã tạo ra một sự bùng nổ kinh tế ở các thị trấn khi các ngành dịch vụ phát triển để đáp ứng nhu cầu của cuộc chiến và lượng lớn dân cư Mỹ thường trú.
Các tướng lĩnh và chính trị gia Lào, do Phoumi lãnh đạo cho đến khi ông mất quyền vào năm 1965, đã trở nên giàu có nhờ tham nhũng, buôn bán ma túy, mại dâm và buôn lậu, và một số lượng lớn người Lào bình thường lần đầu tiên chuyển sang kinh tế tiền mặt, đặc biệt là ở Viêng Chăn, đã phát triển nhanh chóng. Cuộc chiến cũng lần đầu tiên khiến người Lào tiếp xúc với toàn bộ sức mạnh của văn hóa đại chúng phương Tây, với một hậu quả mà cả những người theo Đạo Phật và những người theo đạo Phật bảo thủ đều coi là làm băng hoại sâu sắc truyền thống và văn hóa của Lào.
Trong những năm này, Pathet Lào đã tìm cách thể hiện một hình ảnh về sự điều độ ở cả trong nước và quốc tế. Souphanouvong, với tư cách là người đứng đầu Mặt trận Lào yêu nước, là đại diện công khai của Pathet Lào, trong khi Đảng Nhân dân và lãnh đạo Kaysone vẫn ở trong hậu trường. Tại đại hội năm 1968, Mặt trận đã ban hành một chương trình 12 điểm không đề cập đến chủ nghĩa xã hội, nhưng kêu gọi một Chính phủ Liên hiệp Quốc gia và bầu cử tự do, đồng thời hứa tôn trọng Phật giáo và chế độ quân chủ. Việc Souphanouvong là hoàng thân cũng như là một người cộng sản đối với nhiều người Lào dường như là một sự trấn an rằng Pathet Lào cầm quyền sẽ theo đuổi một con đường ôn hòa. Trong khu vực Pathet Lào, những người cộng sản tuân theo các chính sách ôn hòa rõ ràng, mặc dù đã có một số nỗ lực tập thể hóa nông nghiệp. Pathet Lào là những nhà cung cấp hiệu quả các dịch vụ cơ bản, bất chấp những khó khăn do bom đạn gây ra, và cũng có hiệu quả trong việc huy động các dân tộc thiểu số vùng cao. Đáng chú ý nhất là Pathet Lão phần lớn không tham nhũng. Về mặt tiêu cực, như hầu hết người Lào đều biết, các chính sách của họ phần lớn do Việt Nam kiểm soát.

### Hiệp định hòa bình

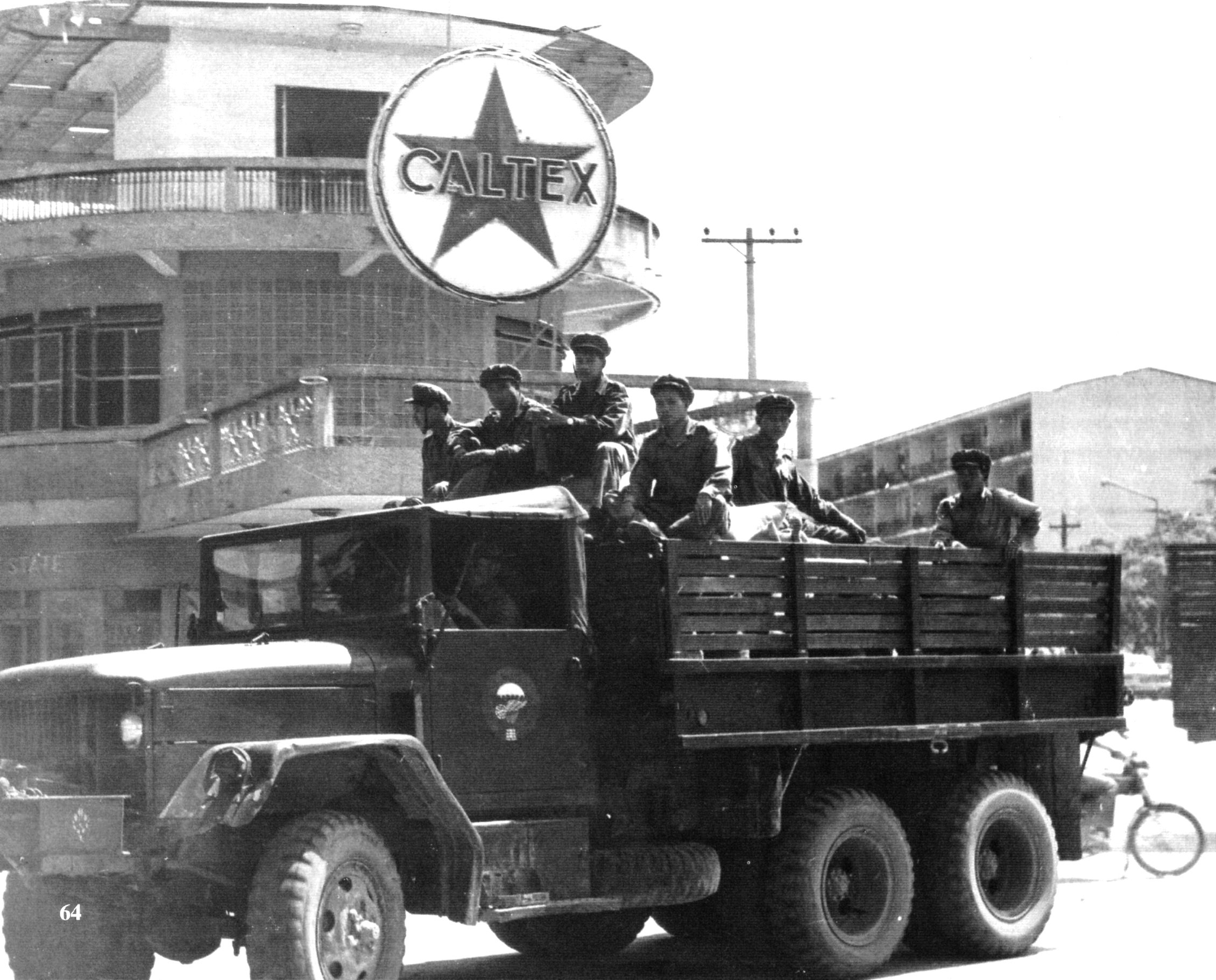
Lính Pathet Lào ở Viêng Chăn, Lào, 1973

Vào tháng 1 năm 1973, sau khi Nixon tái đắc cử, một hiệp định hòa bình được công bố giữa Việt Nam Dân chủ Cộng hòa và Hoa Kỳ theo khuôn mẫu đã được thiết lập tại Geneva năm 1954, một thỏa thuận hòa bình ở Lào đã được thỏa thuận như một vấn đề phụ đối với vấn đề Việt Nam. Hai bên ở Lào đã có các cuộc thảo luận không chính thức kể từ tháng 7 trước đó, và sau khi Hoa Kỳ đồng ý, họ nhanh chóng ký một lệnh ngừng bắn và công bố Thỏa thuận về Khôi phục Hòa bình và Hòa giải Dân tộc. Các điều khoản chính là thành lập chính phủ Liên minh thứ ba, với Souvanna Phouma làm thủ tướng và 12 bộ trưởng của mỗi bên. Quốc hội, vốn từ lâu đã mất tính hợp pháp chính trị, đã được thay thế bằng Hội đồng hiệp thương gồm 42 thành viên - 16 người từ mỗi bên cộng với 10 người được đề cử đã được đồng ý. Cơ quan này, do Souphanouvong làm chủ tịch, được trao địa vị ngang hàng với chính phủ, khiến Souphanouvong thực chất là người đồng cai trị đất nước.
Không có đề cập đến việc Pathēt Lào từ bỏ quyền kiểm soát trên thực tế đối với khu vực của mình. Về lý thuyết, các lực lượng vũ trang của nó sẽ được hợp nhất vào quân đội quốc gia, nhưng thời gian biểu chưa bao giờ thực sự chắc chắn. Trong khi hiệp định yêu cầu Quân đội Nhân dân Việt Nam rời khỏi Lào, thì người Việt Nam không bao giờ rời đi. Các thỏa thuận này phản ánh vị thế được củng cố rộng rãi của Pathet Lào kể từ khi có chính phủ Liên hiệp thứ hai. Để nhận ra điều này, những người cực hữu đã cố gắng thực hiện một cuộc đảo chính cuối cùng ở Viêng Chăn vào tháng 8, nhưng nó nhanh chóng sụp đổ, vì sau đó nhiều người Lào nhận ra rằng việc Pathet Lào lên nắm quyền chỉ còn là vấn đề thời gian.
Trong suốt năm 1974 và 1975, cán cân quyền lực ở Lào thay đổi đều đặn theo hướng có lợi cho Pathet Lào khi Hoa Kỳ rút quân khỏi Đông Dương. Souvanna Phouma mệt mỏi và mất tinh thần, và sau một cơn đau tim vào giữa năm 1974, ông đã dành một vài tháng để phục hồi sức khỏe ở Pháp, sau đó ông tuyên bố sẽ rút lui khỏi chính trường sau cuộc bầu cử được lên kế hoạch vào đầu năm 1976. Các lực lượng chống cộng do đó không có lãnh đạo, và cũng chia rẽ và sa lầy sâu sắc vào tham nhũng.
Ngược lại, Souphanouvong tự tin và là một nhà chiến lược chính trị bậc thầy, và đứng sau ông là những cán bộ có kỷ luật của đảng Nhân dân và lực lượng Pathet Lào và quân đội Nhân dân Việt Nam. Việc chấm dứt viện trợ của Mỹ cũng đồng nghĩa với việc hầu hết các lực lượng quân đội Lào không thuộc Pathet tại nước này phải giải ngũ hàng loạt. Mặt khác, Pathēt Lào tiếp tục được Việt Nam tài trợ và trang bị.
Vào tháng 5 năm 1974, Souphanouvong đưa ra một kế hoạch 18 điểm cho "Tái thiết quốc gia", được nhất trí thông qua - một dấu hiệu cho thấy sự thống trị ngày càng tăng của ông. Kế hoạch này hầu như không gây tranh cãi, với những hứa hẹn mới về bầu cử tự do, các quyền dân chủ và tôn giáo, cũng như các chính sách kinh tế mang tính xây dựng. Nhưng việc kiểm duyệt báo chí được đưa ra dưới danh nghĩa "đoàn kết dân tộc", khiến các lực lượng phi cộng sản gặp khó khăn hơn trong việc tổ chức chính trị để đối phó với sự tiếp quản của Pathet Lào. Vào tháng 1 năm 1975, tất cả các cuộc mít tinh và biểu tình công khai đều bị cấm. Nhận ra xu hướng của các sự kiện, các nhân vật kinh doanh và chính trị có ảnh hưởng bắt đầu chuyển tài sản của họ, và trong một số trường hợp, họ chuyển sang Thái Lan, Pháp hoặc Mỹ.
Năm 1975, lực lượng Pathēt Lào trên Cánh đồng Chum được hỗ trợ bởi pháo hạng nặng của Việt Nam và các đơn vị khác bắt đầu tiến về phía tây. Vào cuối tháng 4, Pathet Lào chiếm tiền đồn của chính phủ tại ngã tư Sala Phou Khoum, mở ra Đường 13 cho một cuộc tiến công của Pathet Lào về phía Muang Kassy. Đối với các phần tử Lào không theo đường lối trong chính phủ, thỏa hiệp có vẻ tốt hơn là cho phép những gì đã xảy ra ở Campuchia và Nam Việt Nam xảy ra ở Lào. Đầu hàng được cho là tốt hơn là thay đổi quyền lực bằng vũ lực.

## Cộng hòa Dân chủ Nhân dân Lào
Vào tháng 3 năm 1975, tin rằng Hoa Kỳ không còn đủ tiềm lực để can thiệp quân sự vào Đông Dương, Việt Nam Dân chủ Cộng hòa bắt đầu cuộc tấn công quân sự cuối cùng ở miền Nam Việt Nam, đến cuối tháng 4, đã giành được thắng lợi khi Sài Gòn được giải phóng. Vài ngày trước đó quân Khmer Đỏ cũng đã tiến vào Phnom Penh. Giờ đây, Pathet Lào biết rằng chiến thắng đã nằm trong tầm tay, và với cuộc chiến tranh Việt Nam đã kết thúc cho phép giành chính quyền ở Lào.
Các cuộc biểu tình nổ ra ở Viêng Chăn, tố cáo phe cực hữu và yêu cầu thay đổi chính trị. Các bộ trưởng cực hữu từ chức chính phủ và đào thoát khỏi Lào, theo sau là các sĩ quan cấp cao của Quân đội Hoàng gia Lào. Một bộ trưởng của Pathet Lào tiếp quản chức vụ bộ quốc phòng, loại bỏ bất kỳ cơ hội nào của Quân đội chống lại sự tiếp quản của Pathet Lào. Souvanna Phouma, lo sợ sẽ có thêm xung đột và dường như tin tưởng những về một chính sách ôn hòa của Souphanouvong, đã đưa ra chỉ thị rằng không được chống lại Pathet Lào, và Hoa Kỳ bắt đầu rút nhân viên ngoại giao của mình.
Quân đội Nhân dân Lào tiến vào các thị trấn lớn của Nam Lào trong tháng 5, vào đầu tháng 6 đã chiếm Luang Prabang. Sự hoảng loạn bùng phát ở Viêng Chăn khi hầu hết tầng lớp doanh nhân và nhiều quan chức, sĩ quan và những người khác từng hợp tác với Hoa Kỳ đưa gia đình và tài sản của họ qua sông Mekong để đến Thái Lan. Nhận ra rằng "chính nghĩa" đã mất, Vàng Pao đã dẫn hàng ngàn chiến binh người Hmong của mình và gia đình của họ đi lưu vong - cuối cùng khoảng một phần ba tổng số người Hmong Lào đã rời bỏ đất nước. Lực lượng Pathet Lào tiến vào một Viêng Chăn gần như hoang vắng vào tháng 8.
Trong vài tháng, Pathet Lào xuất hiện để tôn trọng những lời hứa trước đó của họ. Chính phủ liên minh được giữ nguyên, không có vụ bắt bớ hay xét xử, và tài sản tư nhân được tôn trọng. Các mối quan hệ ngoại giao với Hoa Kỳ vẫn được duy trì, bất chấp việc viện trợ của Hoa Kỳ bị cắt ngay lập tức. Các nước phương Tây khác tiếp tục cung cấp viện trợ, và các kỹ thuật viên Liên Xô và Đông Âu bắt đầu đến để thay thế những người Hoa Kỳ đã rời đi.

### Pathet Lào nắm quyền

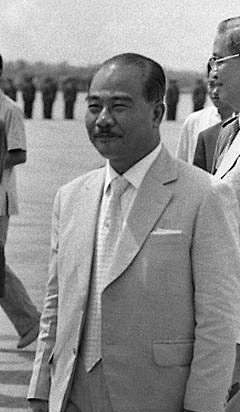
Hoàng thân Souphanouvong, Chủ tịch nước Cộng hòa Dân chủ Nhân dân Lào đầu tiên

Vào tháng 12 năm 1975, có một sự thay đổi mạnh mẽ về chính sách. Một cuộc họp chung của chính phủ và Hội đồng tham vấn đã được tổ chức, tại đó Souphanouvong yêu cầu thay đổi ngay lập tức. Không có sự phản kháng. Vào ngày 2 tháng 12, Nhà vua đồng ý thoái vị và Savang Vatthana từ chức. Các nước Cộng hoà Dân chủ Nhân dân Lào được công bố với Souphanouvong làm Chủ tich nước, Kaysone Phomvihane trở thành Thủ tướng. Chính quyền mới bắt đầu ngay quá trình thành lập nền cộng hòa mới với tư cách là một nhà nước cộng sản độc đảng.
Để đảm bảo trật tự xã hội sau khi tiếp quản, các tòa soạn báo với đường lối thân phương Tây bị đóng cửa. Một số vụ bắt bớ đối với các viên chức dân sự, quân đội và cảnh sát được cho là gây ảnh hưởng đến nền Cách mạng. Để vãn hồi trật tự, một số nhóm người được đi "cải tảo" ở những khu vực hiểm yếu của Lào, theo một số báo cáo nhiều người bị giam giữ tới 10 năm. Nhận những thông tin xấu hại, nhiều trí thức và tầng lớp cao cấp từ chối tham gia với chính quyền mới, quyết định rời đi bằng những chuyến bay. Đến năm 1977, 10% dân số đã rời khỏi đất nước, bao gồm hầu hết các doanh nhân và các tầng lớp trí thức.
Trong bộ máy lãnh đạo trong Đảng Nhân dân Cách mạng Lào sau khi giành chính quyền không có nhiều xáo trộn. Quyền lực tuyệt đối trong chính quyền mới do Tổng bí thư Đảng - Thủ tướng Kaysone Phomvihane, Phó Thủ tướng - Bộ trưởng Bộ Tài chính Nouhak Phoumsavanh, Phó Thủ tướng - Chủ nhiệm Ủy ban Kế hoạch Nhà nước Sali Vongkhamxao, Phó Thủ tướng - Bộ trưởng Bộ Quốc phòng Khamtai Siphandon nắm giữ. Một số đảng viên được đào tạo tại Pháp như Chủ tịch nước Souphanouvong, Phó Thủ tướng - Bộ trưởng Bộ Giáo dục Phoumi Vongvichit vẫn nằm quyền lực nhất định trong đảng, đều là ủy viên Bộ Chính trị, nhưng không thuộc nhóm Thường vụ của đảng.
Tất cả lãnh đạo chính quyền mới đều là Lào Lùm, những lãnh đạo là người dân tộc thiểu số chỉ giới hạn ở những vai trò tượng trưng mang tính chất đoàn kết trong các tổ chức mặt trận chứ không phải là những thành viên nòng cốt trong ban lãnh đạo đảng. Năm 1975, Đảng Nhân dân Cách mạng Lào có 30,000 đảng viên trên đất nước 3.5 triệu người. Có nhiều đảng viên là người dân tộc thiểu số đến từ vùng Pathet Lào kiểm soát.
Chính sách công khai của đảng là "tiến bước lên chủ nghĩa xã hội, bỏ qua giai đoạn phát triển chủ nghĩa tư bản". Mục tiêu này chính xác, vì 90% người Lào là nông dân tự cung tự cấp, đồng thời cũng bỏ qua luận điểm của chủ nghĩa xã hội, chủ nghĩa Mác chính thống với tầng lớp công nhân là lực lượng chính.

### Tập thể hóa nông nghiệp
Ban đầu chính quyền mới tại Lào áp dụng mô hình đi lên chủ nghĩa xã hội ở Việt Nam và sau đó là Liên Xô. "Quan hệ xã hội chủ nghĩa về sản xuất" được ban hành, với một quốc gia nông nghiệp việc này thiết lập mô hình tập thể hóa nông nghiệp. Tất cả đất đai thuộc sở hữu nhà nước, các nông trại riêng lẻ được hợp nhất thành "hợp tác xã" quy mô lớn. Tư liệu sản xuất như trâu, máy cày,... thuộc sở hữu tập thể. Vào cuối năm 1978, hầu hết nông dân khu vực vùng trũng ở Lào đã được tập thể hóa. 
Chương trình được thí điểm không bắt buộc hoàn toàn, nhiều nông dân vẫn quen với hoạt động như cũ như buôn bán nhỏ lẻ sang Thái Lan, giết mổ gia súc, và nhiều người di cư sang Thái Lan. Dẫn tới thu mua lương thực của nhà nước bị giảm mạnh, cùng với việc cắt giảm viện trợ từ Hoa Kỳ, việc Việt Nam chiến tranh với Trung Quốc cũng gây ảnh hưởng sâu sắc tới viện trợ của Lào, viện trợ của Trung Quốc bị cắt hoàn toàn, Việt Nam và Liên Xô giảm viện trợ do tập trung vào cuộc chiến. Hàng hóa nhập khẩu giảm mạnh, tình trạng thất nghiệp lên mức cao và khó khăn kinh tế ở các thị trấn là những vấn đề mà chính quyền mới phải tập trung giải quyết trong giai đoạn này.

### Kinh tế suy thoái
Tình hình kinh tế của Lào xấu đi dẫn đến nhiều nơi xảy ra chống đối lại chính quyền mới. Các dấu hiệu phá hoại nền trật tự ổn định ngày càng tăng, đặc biệt tại các tỉnh miền Nam Lào, đặc biệt lực lượng lưu vong Mặt trận Quốc gia Cách mạng Lào được thành lập mở các chiến dịch du kích tấn công vào lãnh thổ Lào từ biên giới Thái Lan. Năm 1976, đảo chính tại Thái Lan nổ ra, quân đội giành chính quyền, chế độ quân phiệt chống cộng sản của Thái Lan đóng toàn bộ cửa khẩu với Lào, khiến tình trạng kinh tế càng trở nên tồi tệ hơn. Ngoài ra chính quyền quân phiệt Thái Lan tình cực hỗ trợ cho phe đối lập của chính quyền Lào, hỗ trợ lập kế hoạch ám sát Kaysone Phomvihane...
Đảm bảo trị an trong tình hình mới, chính phủ Lào thực hiện nhiều hạn chế như đi lại, kiểm soát gắt gao các hoạt động văn hóa phương Tây "suy đồi" không phù hợp với văn hóa Lào như hộp đêm, phim ảnh,... Nhiều người Lào có trình độ học vấn di cư dẫn đến sự sụp đổ một phần trong hệ thống giáo dục Lào, khiến tình trạng nhiều thanh thiếu niên không được giáo dục, gây bất ổn xã hội.
Việt Nam, Liên Xô và các quốc gia Đông Âu cử nhiều chuyên gia cố vấn hỗ trợ để duy trì được hoạt động bình thường trong việc thiếu nguồn nhân lực. Tuy nhiên do nguồn nhân lực chưa qua đào tạo rất lớn dẫn tới tình trạng thiếu các ngành dịch vụ quan trọng, đặc biệt là điện, nhiều nơi thiếu điện trầm trọng đặc biệt là các tỉnh xa thủ đô.
Lào duy trì mối quan hệ chặt chẽ với Việt Nam và Liên Xô. Ngày 18/7/1977, Lào và Việt Nam ký kết Hiệp ước hữu nghị và hợp tác Lào - Việt Nam với thới hạn 25 năm, Việt Nam hỗ trợ gửi cố vấn chuyên gia và 30,000 quân Việt Nam ở tại Lào. Trật tự xã hội và an ninh tại Lào được duy trì đảm bảo, đặc biệt các cuộc xâm nhập của lực lượng lưu vong trở về Lào đều bị đánh bật.
Trong những năm 1978, 1979, Trung Quốc và Thái Lan đều ủng hộ các cuộc nổi dậy chống chính quyền mới ở nhiều khu vực khác nhau của đất nước, và đặc biệt là lực lượng Hmong nổi dậy ở Trung Lào với sự giúp đỡ của các thủ lĩnh Hmong lưu vong ở Thái Lan. Âm mưu đưa phe bảo hoàng trở lại nắm chính quyền, buộc chính phủ Lào phải đưa cựu hoàng Sisavang Vatthana, cùng cựu Hoàng hậu Khamphoui và cựu Thái tử Vong Savang tới nơi bảo vệ bí mật hẻo lánh gần biên giới Việt Nam, do điều kiện thiếu thốn và không được chăm sóc y tế cả ba đã chết. Nhiều nguồn thông tin từ phương Tây cho rằng họ bị ép buộc lao động và bỏ đói.

### Lào cải cách
Vào giữa năm 1979, với tình trạng khó khăn bất ổn từ kinh tế đến an ninh đã thúc đẩy chính phủ Lào phải cải cách. Kaysone Phomvihane cho rằng việc tiến lên chủ nghĩa xã hội ở Lào chưa thực hiện được, phương thức lao động lạc hậu, thiếu tư liệu sản xuất, tài chính,... là những nguyên do chưa thực hiện được. Việc xóa bỏ tập thể hóa trong nông nghiệp nhanh chóng được diễn ra, nông dân được phép tự do canh tác trên cánh đồng của mình, lượng lương thực dư thừa được bán tự do trên thị trường. Các cuộc cởi trói trong các ngành khác cũng được diễn ra. Những hạn chế trong việc đi lại đã được dỡ bỏ và chính sách kiểm duyệt trong văn hóa được hạn chế.

### Việt Nam hỗ trợ
Mối quan hệ giữa Việt Nam và Lào được coi là mối "quan hệ đặc biệt". Mối quan hệ giữa hai nước được gây dựng trong thời kỳ Cách mạng, Đảng Cộng sản Việt Nam hỗ trợ cho Đảng Nhân dân Cách mạng Lào giành chính quyền, sau đó là cả hai nhà nước đếu tiến lên xã hội chủ nghĩa sau khi giành được độc lập, đánh đuổi ngoại xâm. Đồng thời khác với Khmer Đỏ, hầu hết cán bộ lãnh đạo Lào được đào tạo hoặc có nhiếu mối quan hệ thân thiết với Việt Nam.
Trong giai đoạn sau khi Cách mạng Lào thành công và Việt Nam thống nhất đất nước cả hai quốc gia đều gặp nhiều tính trạng khó khăn như nhau. Lào sau 30 năm nội chiến hầu hết cơ sở hạ tầng bị tổn hại nghiêm trọng, nền kinh tế dựa vào hầu hết nông nghiệp, canh tác lạc hậu, thiếu phương tiện sản xuất và nhân lực. Là quốc gia nhập siêu lương thực hầu hết đến từ Việt Nam, Liên Xô và một số quốc gia Đông Âu, phần nhỏ buôn bán với Thái Lan và Trung Quốc. Chủ yếu sống dưới chính quyền phong kiến nên tỉ lệ mù chữ cao. Các quốc gia xung quanh như Thái Lan, Trung Quốc và lực lượng lưu vong hòng âm mưu lập lại chế độ bảo hoàng tại Lào chống phá quyết liệt.
Để đảm bảo an ninh của Lào, với phương châm "giúp bạn là giúp mình", Bộ Chính trị Đảng Lao động Việt Nam ra Nghị quyết về tăng cường giúp đỡ và hợp tác với cách mạng Lào trong giai đoạn mới, xác định: việc tăng cường đoàn kết, giúp đỡ, hợp tác đối với Lào là một trong những nhiệm vụ quốc tế hàng đầu của Đảng và nhân dân Việt Nam, cũng là vì lợi ích thiết thân của cách mạng Việt Nam.
Ngày 18 tháng 7 năm 1977, đoàn đại biểu do Tổng bí thư Lê Duẩn và Thủ tướng Phạm Văn Đồng thăm hữu nghị Lào. Hai nước đã chính thức ký kết các hiệp ước: Hiệp ước hữu nghị và hợp tác giữa Cộng hòa xã hội chủ nghĩa Việt Nam và Cộng hòa dân chủ nhân dân Lào; Hiệp ước hoạch định biên giới quốc gia giữa nước Cộng hòa xã hội chủ nghĩa Việt Nam và nước Cộng hòa dân chủ nhân dân Lào; và ra Tuyên bố chung tăng cường sự tin cậy và hợp tác lâu dài giữa hai nước.
Để thực hiện các tuyên bố trên, Việt Nam đã thành lập Binh đoàn 678 được cử sang Lào với nhiệm vụ đảm bảo an ninh và quốc phòng cho Lào. Ngoài ra đào tạo tại chỗ được nhiều sĩ quan cho quân đội Lào. Nhiều cán bộ kỹ thuật viên được cử sang Việt Nam để học tập tại các học viện kỹ thuật và chủ nghĩa Mác Lenin.
Vào năm 1985, Mikhail Gorbachev nhằm đạt thỏa thuận với Trung Quốc đã quyết định hạn chế hỗ trợ cho Lào. Việt Nam chính thức thay thế Liên Xô trở thành quốc gia viện trợ chính cho Lào. Việt Nam đồng ý cho Lào thực hiện ngoại thương qua các cảnh biển tại Việt Nam. Cuối năm 1985, Chính phủ Lào đã yêu cầu Liên Xô rút cố vấn dân sự khỏi Lào, thay vào đó bằng các chuyên gia từ Việt Nam.
Trong những năm 1980, Việt Nam bị các quốc gia thù địch gán cho việc tham vọng thành lập một "Liên bang Đông Dương". Cụm từ này có thể thấy trong các tuyên bố ban đầu của Đảng Cộng sản Đông Dương trong cuộc đầu tranh giành độc lập chống lại cấu trúc thuộc địa của Pháp ở Đông Dương. Cụm từ này được phóng đại lên khi Việt Nam tiến quân vào Phnom Penh và mất đi khi Việt Nam rút quân khỏi Campuchia và Lào. Sự phụ thuộc của Lào vào Việt Nam kể từ sau năm 1975 có thể được coi là sự mở rộng tự nhiên của sự hợp tác đoàn kết trong cách mạng chứ không phải là sự thống trị của Việt Nam.

## Lào hiện đại (1990-nay)
Việc từ bỏ tập thể hóa nông nghiệp và chấm dứt chủ nghĩa toàn trị đã kéo theo những vấn đề mới, vấn đề này càng trở nên tồi tệ hơn khi đảng cộng sản nắm quyền càng lâu. Những điều này bao gồm việc gia tăng tham nhũng và chuyên quyền, khi cam kết về ý thức hệ bị phai nhạt và tư lợi xuất hiện để thay thế nó thành động lực chính để tìm kiếm và nắm giữ chức vụ. Các lợi ích kinh tế của tự do hóa kinh tế cũng xuất hiện.
Không giống như Trung Quốc, Lào không có tiềm năng tăng trưởng kinh tế nhanh chóng thông qua cơ chế thị trường tự do trong nông nghiệp và thúc đẩy sản xuất với mức lương thấp hướng tới xuất khẩu. Điều này một phần là do Lào là một nước nhỏ, nghèo, không giáp biển trong khi Trung Quốc có lợi thế về sự phát triển cộng sản hơn hàng thập kỷ. Kết quả là, những người nông dân Lào, hầu hết sống ở mức ít hơn mức tự cung tự cấp, không thể tạo ra thặng dư, ngay cả khi được khuyến khích kinh tế, mà những người nông dân Trung Quốc có thể và đã làm sau khi họ Đặng Tiểu Bình chấm dứt hoạt động tập thể hóa nông nghiệp.
Bị cắt đứt các cơ hội giáo dục ở phương Tây, nhiều thanh niên Lào được cử đi học đại học ở Việt Nam, Liên Xô hoặc Đông Âu, nhưng ngay cả các khóa học giáo dục cũng mất nhiều thời gian để đào tạo ra những giáo viên, kỹ sư và bác sĩ được đào tạo. Trong mọi trường hợp, tiêu chuẩn đào tạo trong một số trường hợp không cao, và nhiều sinh viên Lào thiếu kỹ năng ngôn ngữ để hiểu những gì họ đang được dạy. Ngày nay, nhiều người Lào coi mình là “thế hệ mất mát” và phải đạt được trình độ chuyên môn mới theo tiêu chuẩn phương Tây để có thể tìm được việc làm.
Năm 1985, nhận thấy những kết quả đáng thất vọng trong thập kỷ cầm quyền đầu tiên của đảng, Kayson đã đưa ra Cơ chế Kinh tế Mới. Mặc dù được biện minh bằng cụm từ xã hội chủ nghĩa thích hợp, chính sách này có hiệu lực là từ bỏ quyền sở hữu nhà nước và quyền kiểm soát nền kinh tế. Bộ máy hành chính nhà nước giảm quy mô và giảm vai trò quản lý kinh tế, bãi bỏ bao cấp cho các ngành công nghiệp quốc doanh, các nhà quản lý được yêu cầu rằng họ nên hướng tới mục tiêu làm cho doanh nghiệp của mình có lãi (điều này chắc chắn có nghĩa là phải cắt giảm nhân viên) và giá bán lẻ được bãi bỏ.
Trong khi những lợi ích dài hạn được mong đợi từ những cải cách này, trong ngắn hạn, chúng tạo ra lạm phát, thất nghiệp trong khu vực nhà nước làm ăn thua lỗ, và chủ yếu làm gia tăng sự bất bình và bất an trong người dân thành thị. Do đó, những cải cách đã không thể củng cố được vị thế của chính quyền, đặc biệt là vì sự nhượng bộ của nó đối với chủ nghĩa tư bản đã khiến nó mất đi phần lớn tính hợp pháp về mặt ý thức hệ. May mắn thay cho đảng, các lực lượng đối lập quá yếu và vô tổ chức để lợi dụng vị trí sơ hở của đảng.
Vị thế quốc tế của Lào cũng bấp bênh. Sự ủng hộ Việt Nam đã dẫn đến sự cô lập về kinh tế và chính trị của Lào. Các biên giới khác của Lào với Trung Quốc và Thái Lan thù địch và bị đóng cửa. Các chính sách của chính phủ đã khiến Lào phụ thuộc vào Việt Nam với tư cách là đồng minh và nguồn hỗ trợ duy nhất. Vào giữa những năm 1980, quan hệ với Trung Quốc bắt đầu tan băng khi sự căm thù của Trung Quốc đối với sự ủng hộ Lào đối với Việt Nam vào năm 1979 đã nhạt dần và sức mạnh của Việt Nam trong lãnh thổ Lào giảm dần.
Đến năm 1986, các mối quan hệ chính thức đã được khôi phục, mặc dù các mối quan hệ vẫn còn bất ổn. Các đại sứ được trao đổi vào năm 1988, cùng năm Việt Nam chính thức rút quân khỏi cả Lào và Campuchia (thực tế một số quân vẫn ở lại Lào). Đồng thời, Lào đã thực hiện những bước đầu tiên để nối lại quan hệ với Mỹ, phối hợp với Mỹ nỗ lực tìm kiếm hài cốt của phi công Mỹ bị bắn rơi trên đất Lào trong chiến tranh Đông Dương.
Việc khôi phục mối quan hệ này được coi là cần thiết vừa giúp cho viện trợ và đầu tư của Mỹ tiếp tục trở lại, vừa để chấm dứt sự hỗ trợ bí mật của Mỹ đối với phong trào nổi dậy chống cộng đang tiếp tục manh nha ở miền Nam. Chính phủ cũng hy vọng rằng Mỹ sẽ sử dụng ảnh hưởng của mình để thúc giục Thái Lan giảm bớt áp lực kinh tế và chính trị đối với Lào. Năm 1984 và một lần nữa vào năm 1987 đã xảy ra các cuộc đụng độ biên giới giữa các lực lượng Thái Lan và Lào tại một vùng lãnh thổ tranh chấp ở tỉnh Xayabury, và những hạn chế của Thái Lan đối với thương mại tiếp tục gây tổn hại cho Lào.

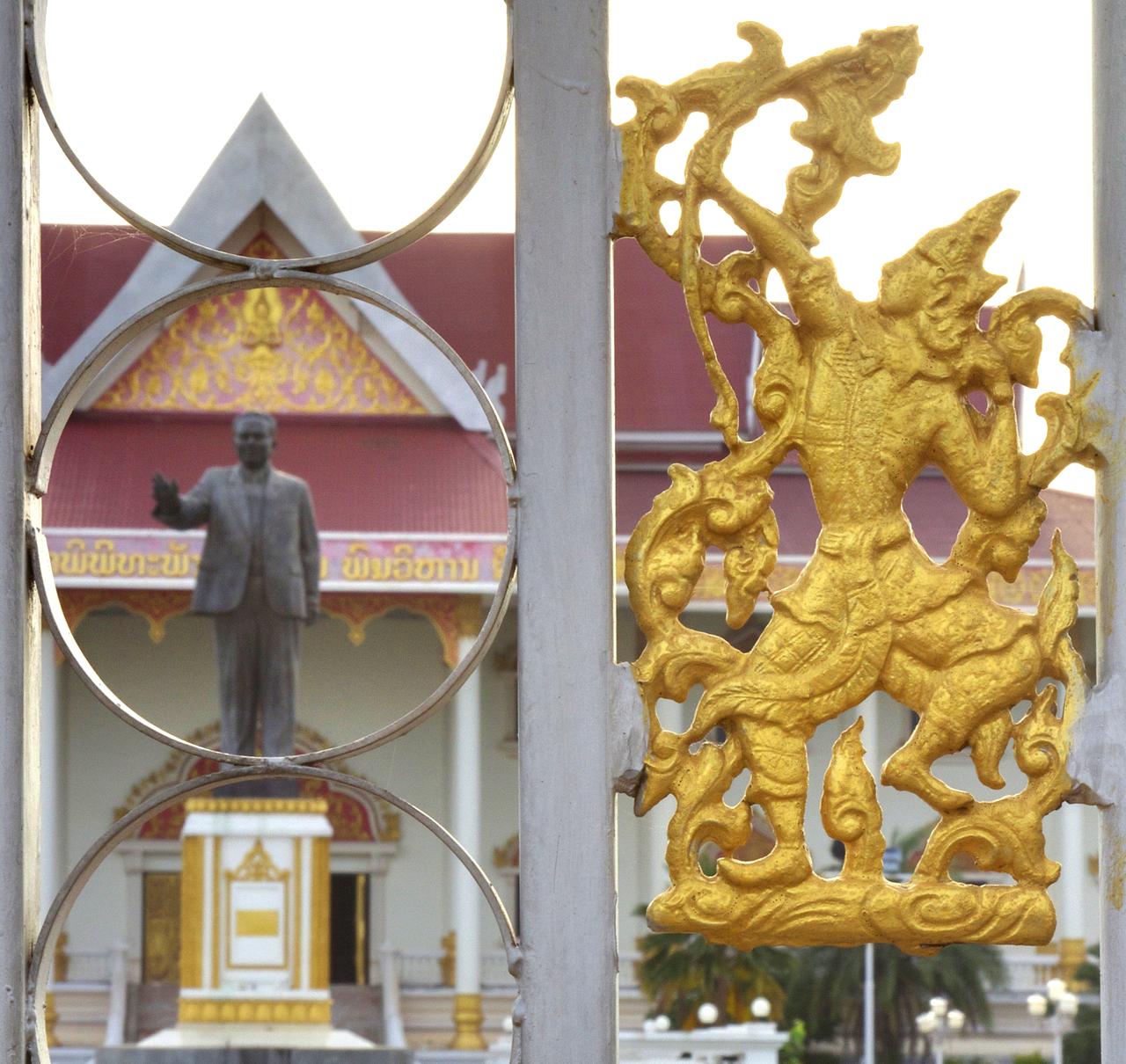
Bảo tàng Kaysone Phomvihane

Sự sụp đổ của chủ nghĩa cộng sản ở Đông Âu bắt đầu từ năm 1989 và kết thúc với sự sụp đổ của Liên Xô năm 1991 đã gây ra một cú sốc sâu sắc đối với các nhà lãnh đạo cộng sản Lào. Về mặt ý tưởng, nó không gợi ý cho các nhà lãnh đạo Lào rằng có điều gì sai trái về cơ bản đối với chủ nghĩa xã hội như một ý tưởng, nhưng nó xác nhận cho họ sự khôn ngoan của những nhượng bộ trong chính sách kinh tế mà họ đã thực hiện kể từ năm 1979. Thực tế hơn, Liên Xô là người đóng góp nhiều nhất về viện trợ nước ngoài cho Lào, nhưng năm 1989 Mikhail Gorbachev nói với Kayson rằng viện trợ sẽ phải giảm mạnh.
Viện trợ bị cắt hoàn toàn vào năm 1990, tạo ra một cuộc khủng hoảng kinh tế mới. Lào buộc phải yêu cầu Pháp và Nhật Bản hỗ trợ khẩn cấp, đồng thời yêu cầu Ngân hàng Thế giới và Ngân hàng Phát triển Châu Á viện trợ. Các cơ quan quốc tế yêu cầu tự do hóa và cải cách kinh tế hơn nữa như một điều kiện tiên quyết để có viện trợ quy mô lớn. Lào cũng buộc phải hàn gắn hàng rào của mình với các nước không cộng sản nếu muốn được họ hỗ trợ. Lào đã được giúp đỡ trong việc này bằng cách khôi phục quan hệ với chính quyền dân sự ở Thái Lan sau năm 1992, điều này đã chấm dứt các chính sách đối đầu của các chế độ quân sự trước đây. Cuối cùng, vào năm 1989, Kayson đến thăm Bắc Kinh để xác nhận việc khôi phục quan hệ hữu nghị và bảo đảm viện trợ của Trung Quốc.
Vào những năm 1990, các lãnh đạo theo chủ nghĩa cộng sản Lào thời kỳ đầu lần lượt rời khỏi chính trường. Souphanouvong nghỉ hưu năm 1991 và mất năm 1995. Ông được Kayson kế vị làm Chủ tịch nước, còn Khamtai Siphandon trở thành Thủ tướng, nhưng Kayson lần lượt qua đời vào tháng 11 năm 1992, và được Nouhak Phoumsavanh kế vị làm Chủ tịch nước và Khamtai làm lãnh đạo đảng nổi lên như một nhà cầm quyền hiệu quả của đất nước. Năm 1998 Nuhak nghỉ hưu và Khamtai kế nhiệm ông làm Chủ tịch nước, vị trí mà ông tiếp tục giữ cho đến năm 2006, ở tuổi 81, người cuối cùng của thế hệ lãnh đạo đã tiến hành "cuộc đấu tranh ba mươi năm" để giành quyền lực. Tướng Sisavath Keobounphanh trở thành Thủ tướng năm 1998, và được kế nhiệm vào năm 2001 bởi Bounnhang Vorachith.
Kể từ những năm 1990, yếu tố chi phối nền kinh tế Lào là sự tăng trưởng ngoạn mục ở khu vực Đông Nam Á, đặc biệt là ở Thái Lan. Năm 1994, một cây cầu do Australia tài trợ đã được mở nối Viêng Chăn với thành phố Nong Khai của Thái Lan: đây đã trở thành phần cơ sở hạ tầng quan trọng nhất của đất nước , vì nó đã kết nối Lào với nền kinh tế Thái Lan đang phát triển mạnh mẽ.
Để tận dụng lợi thế này, Chính phủ Lào đã dỡ bỏ hầu như tất cả các hạn chế đối với thương mại và đầu tư nước ngoài, cho phép các doanh nghiệp Thái Lan và các doanh nghiệp nước ngoài khác được thành lập và kinh doanh tự do trong nước. Những người Lào và Trung Quốc lưu vong cũng được khuyến khích quay trở lại Lào và mang theo tiền của họ. Nhiều người đã làm như vậy - ngày nay, một thành viên của gia đình hoàng gia Lào trước đây, Công chúa Manilai, sở hữu một khách sạn và khu nghỉ dưỡng sức khỏe ở Luang Phrabang, trong khi một số gia đình chế độ cũ của Lào, chẳng hạn như Inthavongs, lại hoạt động (nếu không sống) ở Quốc gia.
Cùng có lợi cho Lào là sự mở rộng nhanh chóng của ngành du lịch ở Đông Nam Á, trong đó Thái Lan là nước tham gia hàng đầu. Chính phủ Lào đã nhìn thấy khả năng thu nhập từ du lịch trong những năm 1990, nhưng hầu như thiếu toàn bộ cơ sở hạ tầng du lịch, hệ thống giao thông yếu kém, tính không thể chuyển đổi của đồng tiền Lào và một số quan chức cộng sản lo ngại về nguy cơ chính trị và "ô nhiễm văn hóa" từ dòng người nước ngoài tất cả đều đóng vai trò như những rào cản. Nhà văn người Mỹ Brett Dakin, người từng làm cố vấn cho Cơ quan Du lịch Quốc gia Lào, đã viết một bài tường thuật thú vị về những cuộc đấu tranh của bộ máy hành chính Lào để thích ứng với những yêu cầu của ngành du lịch.
Trong số các dự án của ông là "Năm thăm Lào" vào năm 1999–2000, khởi đầu cho sự bùng nổ du lịch đến Lào hiện nay. Ngày nay, Lào là một điểm đến du lịch nổi tiếng, với vẻ đẹp văn hóa và tôn giáo của Luang Phrabāng (nay là Di sản Thế giới được UNESCO công nhận ) đặc biệt nổi tiếng. Một loạt các doanh nghiệp nhỏ đã mọc lên để phục vụ thương mại du lịch, cung cấp việc làm được chào đón cho hàng nghìn người, trong khi các hãng hàng không, công ty xe buýt và khách sạn nước ngoài (chủ yếu là Thái Lan) đã chuyển đến để lấp đầy những lỗ hổng về cơ sở hạ tầng mà chính phủ Lào thiếu vốn hoặc chuyên môn để cung cấp.

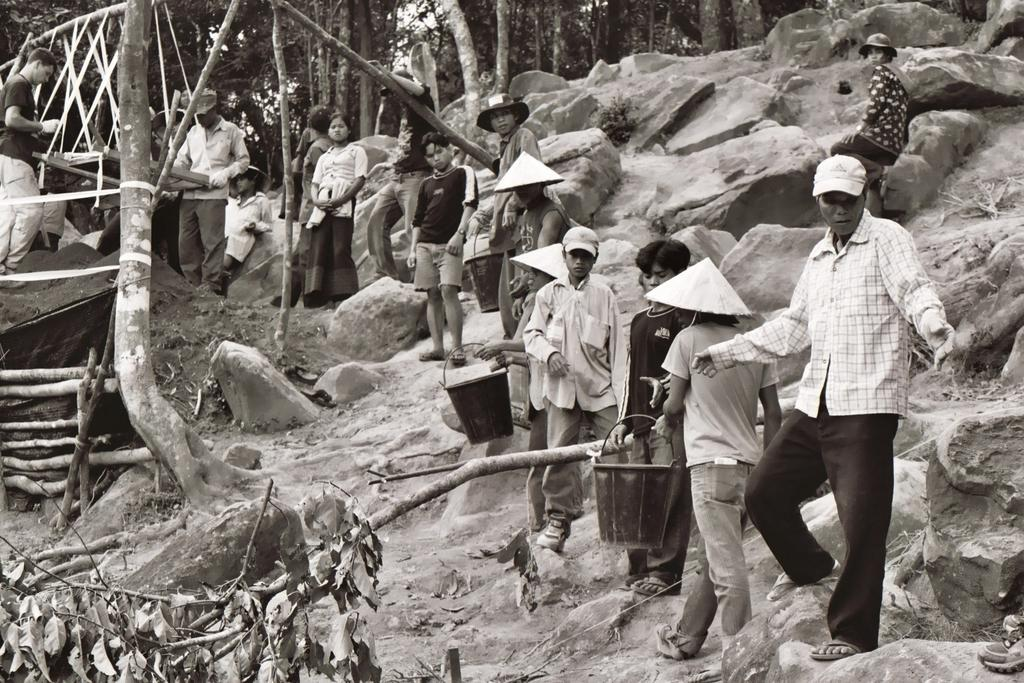
Những người Lào được thuê để hỗ trợ quân đội Hoa Kỳ với Bộ Chỉ huy POW/MIA sàng lọc sau đó chuyển hàng tấn chất độc trên một ngọn núi gần Xépôn, Lào (tháng 7 năm 2004)

Kể từ khi cải cách những năm 1980, Lào đã đạt được mức tăng trưởng bền vững, trung bình 6%/năm kể từ năm 1988, ngoại trừ trong cuộc khủng hoảng tài chính châu Á năm 1997. Nhưng nông nghiệp tự cung tự cấp vẫn chiếm một nửa GDP và cung cấp 80% tổng số việc làm. Phần lớn khu vực kinh tế tư nhân được kiểm soát bởi các công ty Thái Lan và Trung Quốc, và trên thực tế, ở một mức độ nào đó, Lào trở thành thuộc địa kinh tế và văn hóa của Thái Lan, một nguồn cơn khiến người Lào bất bình. Lào vẫn phụ thuộc nhiều vào viện trợ nước ngoài, nhưng sự mở rộng liên tục của Thái Lan đã làm tăng nhu cầu về gỗ và thủy điện, những mặt hàng xuất khẩu chính duy nhất của Lào. Gần đây, Lào đã bình thường hóa quan hệ thương mại với Mỹ, nhưng điều này vẫn chưa mang lại lợi ích lớn nào. Liên minh Châu Âu đã cung cấp kinh phí để giúp Lào đáp ứng các yêu cầu về tư cách thành viên của Tổ chức Thương mại Thế giới. Một trở ngại lớn là đồng kip Lào, vẫn chưa phải là một loại tiền tệ chuyển đổi chính thức.
Đảng cộng sản vẫn giữ độc quyền quyền lực chính trị, nhưng để hoạt động của nền kinh tế cho các lực lượng thị trường, và không can thiệp vào cuộc sống hàng ngày của người dân Lào với điều kiện họ không thách thức sự cầm quyền của đảng. Các nỗ lực kiểm soát của cảnh sát vào các hoạt động tôn giáo, văn hóa, kinh tế của người dân phần lớn đã bị từ bỏ, mặc dù việc truyền đạo Cơ đốc chính thức không được khuyến khích. Các phương tiện truyền thông được nhà nước kiểm soát, nhưng hầu hết người Lào có quyền truy cập miễn phí vào đài phát thanh và truyền hình Thái Lan (tiếng Thái và tiếng Lào là hai ngôn ngữ có thể hiểu được lẫn nhau), cung cấp cho họ tin tức từ thế giới bên ngoài.
Vào tháng 3 năm 2006 Khamtai từ chức lãnh đạo Đảng và Chủ tịch, và được kế nhiệm cả hai chức vụ bởi Choummaly Sayasone , ở độ tuổi tương đối trẻ 70. Giống như Khamtai, Choummaly có nền tảng quân sự và thường được coi là không có khả năng khởi xướng những cải cách lớn. Vào tháng 1 năm 2016, Bounnhang Vorachit đã kế nhiệm Choummaly Sayasone làm chủ tịch nước và Tổng bí thư Đảng Nhân dân Cách mạng Lào cầm quyền.
Vào tháng 1 năm 2021, Thủ tướng Thongloun Sisoulith trở thành tổng bí thư mới của Đảng Nhân dân Cách mạng Lào cầm quyền thay thế ông Bounnhang Vorachit đã nghỉ hưu. Lãnh đạo đảng cầm quyền là chức vụ quyền lực nhất đất nước. Vào tháng 3 năm 2021, Thongloun Sisoulith cũng được bầu làm Chủ tịch mới Lào.